# Stendhal
Stendhal, pseudonimo di Marie-Henri Beyle (Grenoble, 23 gennaio 1783 – Parigi, 23 marzo 1842), è stato uno scrittore e letterato francese.
Amante dell'arte e appassionato dell'Italia, dove visse a lungo, esordì in letteratura nel 1815 con le biografie su Haydn, Mozart, Metastasio e Gioachino Rossini seguite nel 1817 da una Storia della pittura in Italia e dal libro di ricordi e d'impressioni su Roma, Napoli, Firenze, di stampo romantico. Quest'ultimo fu firmato per la prima volta con lo pseudonimo di Stendhal, nome forse ispirato alla città tedesca di Stendal, dove nacque l'ammirato storico e critico d'arte Johann Joachim Winckelmann.
Celebrato per i romanzi Il rosso e il nero (1830), La Certosa di Parma (1839) e l'incompiuto Lucien Leuwen, capolavori scritti in una prosa essenziale ma vertiginosa, che ricerca la verità psicologica dei personaggi, ha lasciato una lunga teoria di testi e abbozzi inconclusi, testimonianza della quantità di progetti concepiti ma non realizzati. Con Balzac, Dumas, Hugo, Flaubert, Proust, Maupassant e Zola, Stendhal è uno dei maggiori rappresentanti del romanzo francese del XIX secolo e anche uno dei primi e principali esponenti del realismo. I suoi protagonisti sono giovani romantici che aspirano alla felicità attraverso la realizzazione di sé, il desiderio della gloria e l'espansione di sentimenti d'amore appassionati.

## Biografia

### L'infanzia (1783-1795)

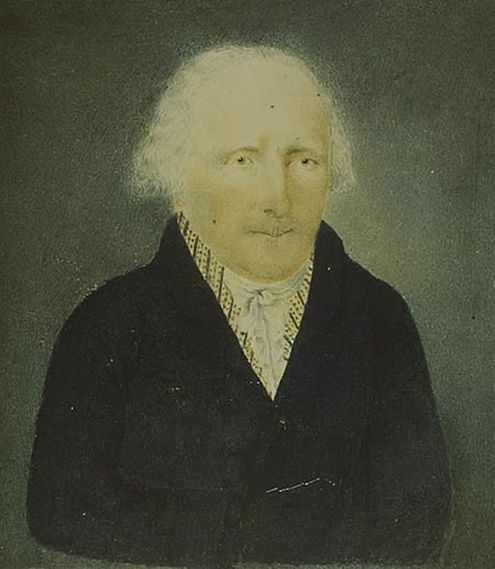
Il padre di Stendhal, Chérubin Beyle

Henri Beyle nacque a Grenoble in una casa di rue des Vieux Jésuites, oggi al numero 14 di rue Jean-Jacques Rousseau, in una famiglia borghese. I suoi genitori si erano sposati il 20 febbraio del 1781: la madre, Henriette Gagnon (1757-1790) morì di parto quando il figlio aveva sette anni, lasciando altre due figlie, Pauline (1786-1857) e Zénaïde (1788-1866). Donna allegra e colta - conosceva l'italiano e leggeva Dante in originale - era l'anima della casa e fu idealizzata da Henri, che invece detestò il padre Chérubin Beyle (1747-1819), procuratore e poi avvocato del Parlamento di Grenoble, massone, proprietario di una tenuta a Claix, appassionato di agricoltura, ma soprattutto inteso al guadagno e agli affari.

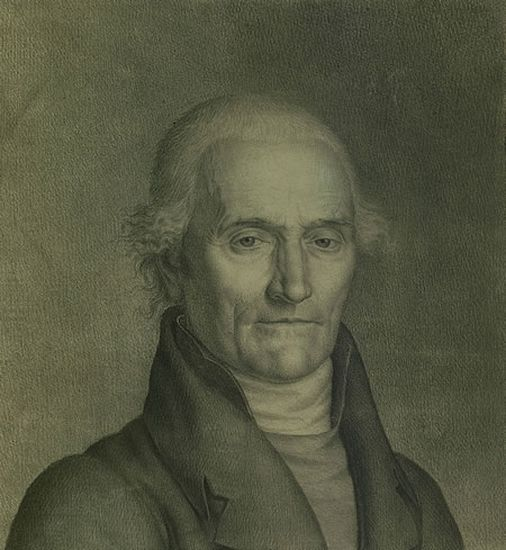
L'abate Raillane

Come ricorda Stendhal, suo padre «era un uomo straordinariamente poco amabile, con la testa sempre piena di acquisti e vendite di proprietà, eccessivamente scaltro [...] non mi amava come individuo, ma come figlio che doveva continuare la sua famiglia [...] vedeva chiaramente che io non lo amavo affatto, non gli parlavo mai se non era strettamente necessario». D'altra parte aveva dovuto sistemare (maritare con dote o mettere in convento) ben dieci sorelle e costruirsi da sé, con tipica ambizione del provinciale che aspira alla nobiltà. E poi la vedovanza certo non lo rallegrava.
Con la morte della madre, la famiglia troncò ogni rapporto mondano - con grande noia di Stendhal - vivendo in seguito sempre isolata. Anche il suo primo insegnante, un tale Joubert, «orribile pedante», morì poco dopo e Henri fu affidato a un precettore, segno, questo, di distinzione sociale, l'abbé Jean-François Raillane (1756-1840), «una vera canaglia [...] piccolo, magro, molto manierato, il colorito verdognolo, lo sguardo falso con un sorriso odioso [...] per scaltrezza, per educazione o per istinto di prete era nemico giurato della logica e di ogni retto ragionamento». La sua figura di gesuita non è chiarissima, probabilmente è anche un "ottimo educatore", e tuttavia Stendhal ne aveva orrore: gli insegnò il sistema tolemaico pur sapendo che era falso, giustificandosi con il fatto che Tolomeo «spiega tutto e d'altronde è approvato dalla Chiesa»: una considerazione che fece dello scrittore «un empio forsennato e d'altra parte l'essere più cupo del mondo».
Gran parte delle sue giornate Henri le passava nella vicina e ampia casa (in place Grenette) del nonno materno, il medico Henri Gagnon (1728-1813), dove abitavano anche la sorella di questi, la prozia Élizabeth (1721-1808), e la figlia Séraphie (1760-1797). A questa sorella minore sua madre aveva affidato, morendo, i tre figli e Henri la giudicò un «diavolo in gonnella», un'odiosa «matrigna», sospettando fosse amante del padre Chérubin, e tuttavia giudicata senza sesso, inacidita, isterica e bigotta, alla cui morte, il 9 gennaio 1797, lui, ateo, ringraziò «Dio in ginocchio». Opposta l'opinione che egli ebbe della prozia Élizabeth Gagnon, un'anziana nubile «alta, magra, asciutta, con una bella faccia italiana, carattere di una nobiltà assoluta, ma nobile con le raffinatezze e gli scrupoli di coscienza spagnoli».

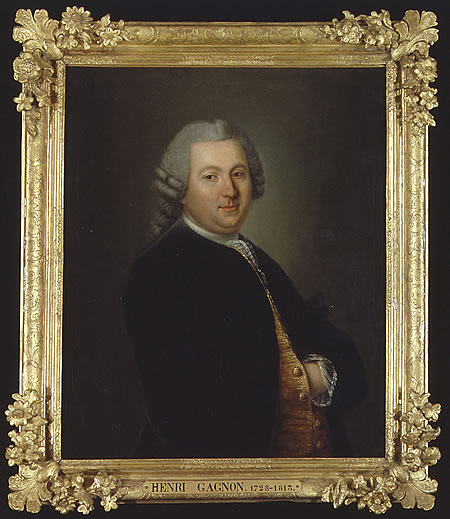
Il nonno, Henri Gagnon

Un'alta stima Stendhal la riservò anche al nonno materno, Henri Gagnon, medico e illuminista, ammiratore di Voltaire e della buona letteratura classica: grazie a lui, sostiene Stendhal, non fu «intossicato» dagli scrittori contemporanei in voga a quel tempo, i «Marmontel, Dorat e altre canaglie». Gagnon era un'autorità a Grenoble per la sua vasta cultura, per la dottrina medica e la passione letteraria: conversatore brillante, teneva dissertazioni di fronte a un pubblico scelto, ma non aveva sensibilità artistica, a differenza della figlia Henriette, e si oppose a che il nipote avesse un'educazione musicale.
Anche il periodo rivoluzionario in corso in Francia sollecitò gli umori e le fantasie del piccolo Henri: già aveva assistito al preludio ribelle della famosa «giornata delle tegole», e parteggiò subito per i rivoluzionari, figure che gli evocavano le virtù repubblicane conosciute nei libri di latino, contro il legittimismo bigotto del padre e dell'odiata zia Séraphie - la prozia Élizabeth e il nonno mantenevano un atteggiamento più cauto - i quali seguirono poi fremendo di angoscia le vicende del processo a Luigi XVI.
Quando il re venne decapitato, Henri esultò in silenzio, mentre il padre e la zia si disperavano. Chérubin Beyle, di cui erano note le idee monarchiche, finirà più volte in prigione: il 15 maggio 1793 per un mese, poi in agosto e ancora in novembre per sette mesi, mentre l'abbé Raillane, prete renitente, si diede alla macchia con grande soddisfazione di Henri, pieno di «ardenti slanci d'amor di patria e di odio» per preti e aristocratici.

### L'adolescenza (1796-1799)

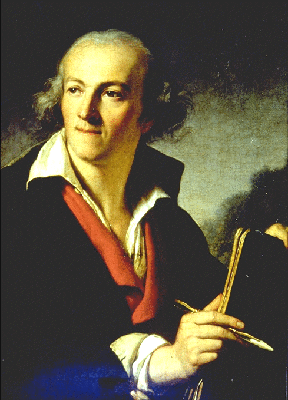
Louis-Joseph Jay

Il 21 novembre 1796 Henri entrò nell'appena inaugurata scuola pubblica secondaria di Grenoble, l'École centrale, oggi liceo Stendhal. Frequentava la scuola con soddisfazione benché nutrisse scarsa stima per la maggior parte dei suoi professori, perché era l'unico modo di sottrarsi al peso della famiglia e frequentare finalmente i propri coetanei. Tra i suoi compagni di studi, si legò di un'amicizia che durerà tutta la vita con Louis Crozet (1784-1858) e con Romain Colomb (1784-1858), suo lontano cugino. Il primo, che diventerà ingegnere, ispettore generale dell'amministrazione edilizia e anche sindaco di Grenoble, scriverà con Stendhal dei ritratti psicologici e riceverà in eredità i manoscritti dell'amico, mentre il secondo curerà la prima edizione delle opere di Stendhal.
Suoi insegnanti furono, per la grammatica, l'«abate civettuolo, tutto a modo, sempre in compagnia di donne» Claude-Marie Gattel (1743-1812), autore di dizionari molto famosi all'epoca; per il latino, Joseph Durand (1745-1813), già suo precettore privato; il pittore Louis-Joseph Jay (1755-1836), «gran fanfarone senza un'ombra di talento, ma capace d'infiammare i ragazzi», che insegnava disegno, storia dell'arte ed estetica; Pierre-Vincent Chalvet (1767-1807), «giovane povero e libertino», per la storia; Jean-Gaspard Dubois (1737-1812), detto Dubois-Fontanelle, per la letteratura, autore di diversi drammi e tragedie, e poi giornalista della Gazette des Deux Ponts: il suo Cours de belles-lettres, pubblicato nel 1813, non pretendeva di insegnare a scrivere, ma a far apprendere il gusto delle belle lettere secondo la scuola di Voltaire.
Ma nell'École centrale la vera passione di Stendhal fu la matematica: affascinato da una scienza che garantiva l'esattezza assoluta delle sue affermazioni, escludendo per principio tutto ciò che è vago e impreciso, egli esigeva rigorose e chiare dimostrazioni che, a suo dire, il suo professore Dupuy de Bordes (1746-1814), già insegnante di Bonaparte alla Scuola di Artiglieria di Valence e «senza l'ombra di un'ombra di talento» non era sempre in grado di fornire. Neanche la scuola privata di André-Laurent Chabert (1759-1823) si dimostrò migliore e allora Henri si fece pagare dalla prozia Élisabeth le lezioni impartitegli da Louis-Gabriel Gros (1765-1812), matematico e fervente giacobino di Grenoble, molto rispettato dall'esigente Henri. Vi era del resto un particolare motivo nell'impegno che il giovanissimo Stendhal prodigava per la matematica: egli contava di ottenervi il primo premio che gli avrebbe consentito di recarsi a Parigi per sostenere il concorso di ammissione all'École polytechnique, sottraendosi così a ogni tutela familiare.
Il suo primo amore, o piuttosto la prima fantasia di amore, fu riservata alla giovane attrice Virginie Kubly (1778-1835) che per qualche mese, dalla fine del 1797, a Grenoble recitò commedie e cantò «con la sua povera vocetta debole» nell'opéra comique: «tutte le cattive piccole opere del 1794 divennero sublimi per me grazie alla presenza di M.lle Kubly». Non le rivolse mai la parola, ma andava a rue des Clercs, dove abitava, sperando e insieme temendo di vederla.
Tra le sue letture impegnative, ma gradite, di quegli anni, a parte un'inevitabile concessione ai racconti licenziosi di La Fontaine e alla Félicia di Nerciat, vi erano Cervantes, Ariosto, Rousseau e, sopra tutti, Shakespeare, mentre Racine, «incessantemente lodato dai miei, mi faceva l'effetto di un ipocrita insulso».
Finalmente, nel 1799, conclusi con buoni voti i corsi triennali e con il sospirato premio in matematica, nei primi giorni di novembre Henri salì senza rimpianti sulla vettura che l'avrebbe condotto nella capitale. Suo padre lo salutò piangendo: «la sola impressione che mi fecero le sue lacrime, fu che lo trovai molto brutto», e durante il viaggio seppe del colpo di Stato con il quale Bonaparte si era impadronito del potere.

### A Parigi (1799-1800)

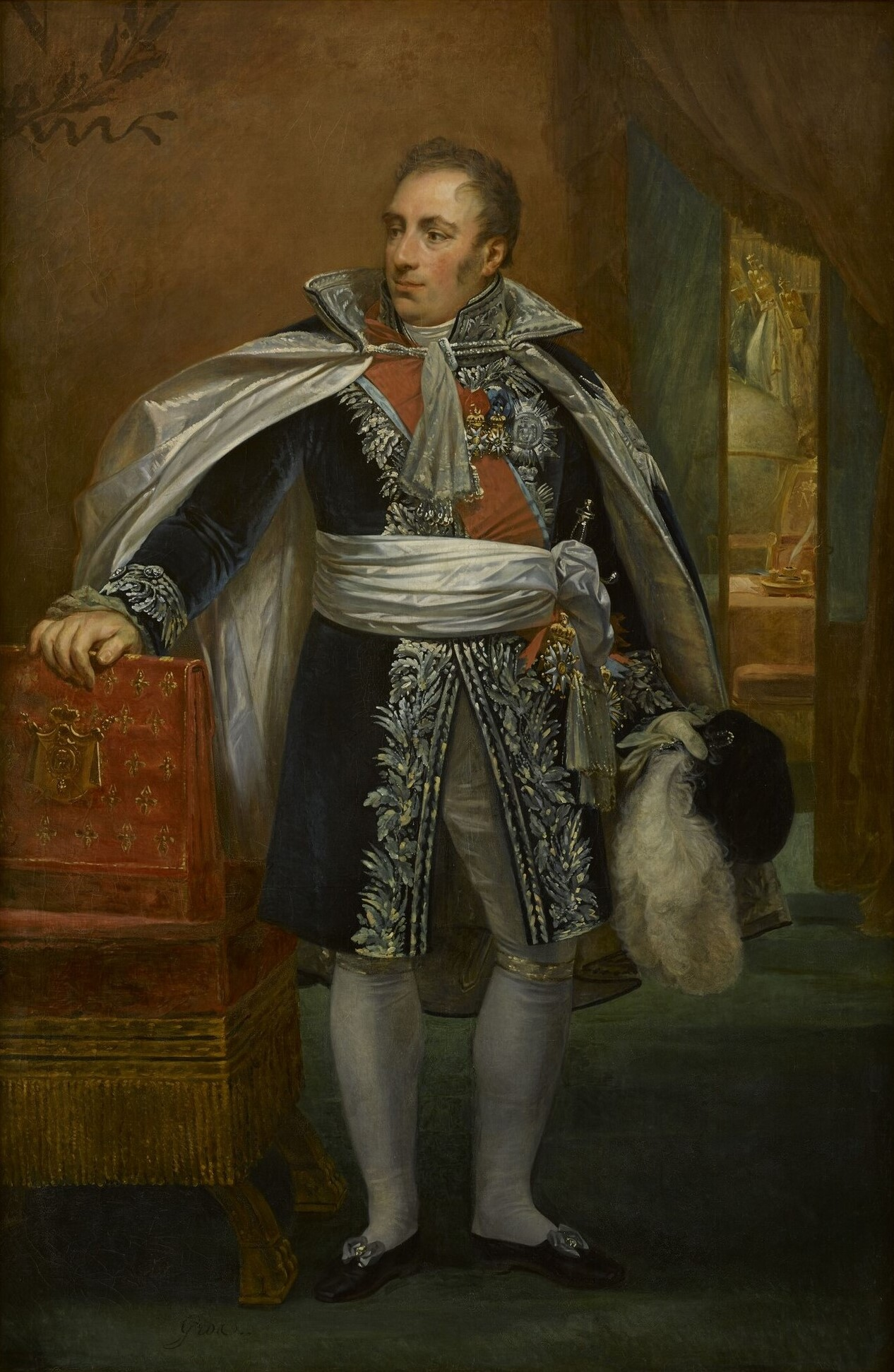
Antoine-Jean Gros, Ritratto di Pierre Daru, 1813

Giunto a Parigi «con il fermo proposito di essere un seduttore», la realtà s'incaricò di smentire le sue illusioni: nella grande città egli era solo un ragazzo sconosciuto che passava inosservato. Si presentò subito alla famiglia Daru in rue de Lille: Noël Daru (1729-1804), cugino di Henri Gagnon, era un alto funzionario della burocrazia francese, come il figlio Pierre (1767-1829), che era allora segretario generale del ministero della Guerra.
Perduto improvvisamente ogni interesse per gli studi di matematica, non si presentò nemmeno a sostenere l'esame di ammissione all'École polytechnique e trascorse in ozio alcuni mesi, finché nel febbraio del 1800 Pierre Daru gli fece ottenere un posto di impiegato d'ordine al ministero della Guerra, un lavoro che egli svolse tanto di malavoglia da decidere di arruolarsi nell'armata del Primo Console che era partita da qualche giorno per l'Italia. Il 7 maggio Stendhal lasciò Parigi: «ero assolutamente ebbro, pazzo di felicità e di gioia. Qui comincia un'epoca di entusiasmo e di felicità perfetta».
Da solo, carico di libri, raggiunse prima Digione e il 18 maggio era a Ginevra, dove andò subito a visitare la casa natale di Rousseau e dove trovò un capitano che gli insegnò a stare a cavallo e i primi rudimenti sull'uso della sciabola. Con il capitano passò per Vevey e fu a Martigny, dove iniziava la lunga e allora impervia e pericolosa salita del Gran San Bernardo. Dopo sei ore di salita era finalmente in Italia.
Superate le cannonate sparate dal forte di Bard, che furono il suo battesimo del fuoco, apprese da un curato le prime parole d'italiano - donna e cattiva - e a Novara andò ad ascoltare Il matrimonio segreto di Cimarosa, così che la delusione di Parigi non gli pesò più e la nostalgia delle montagne del Delfinato svanì di colpo: «vivere in Italia e ascoltare musica come quella divenne la base di tutti i miei ragionamenti». Finalmente, forse il 10 giugno, entrava a Milano.

### Primo soggiorno in Italia (1800-1802)

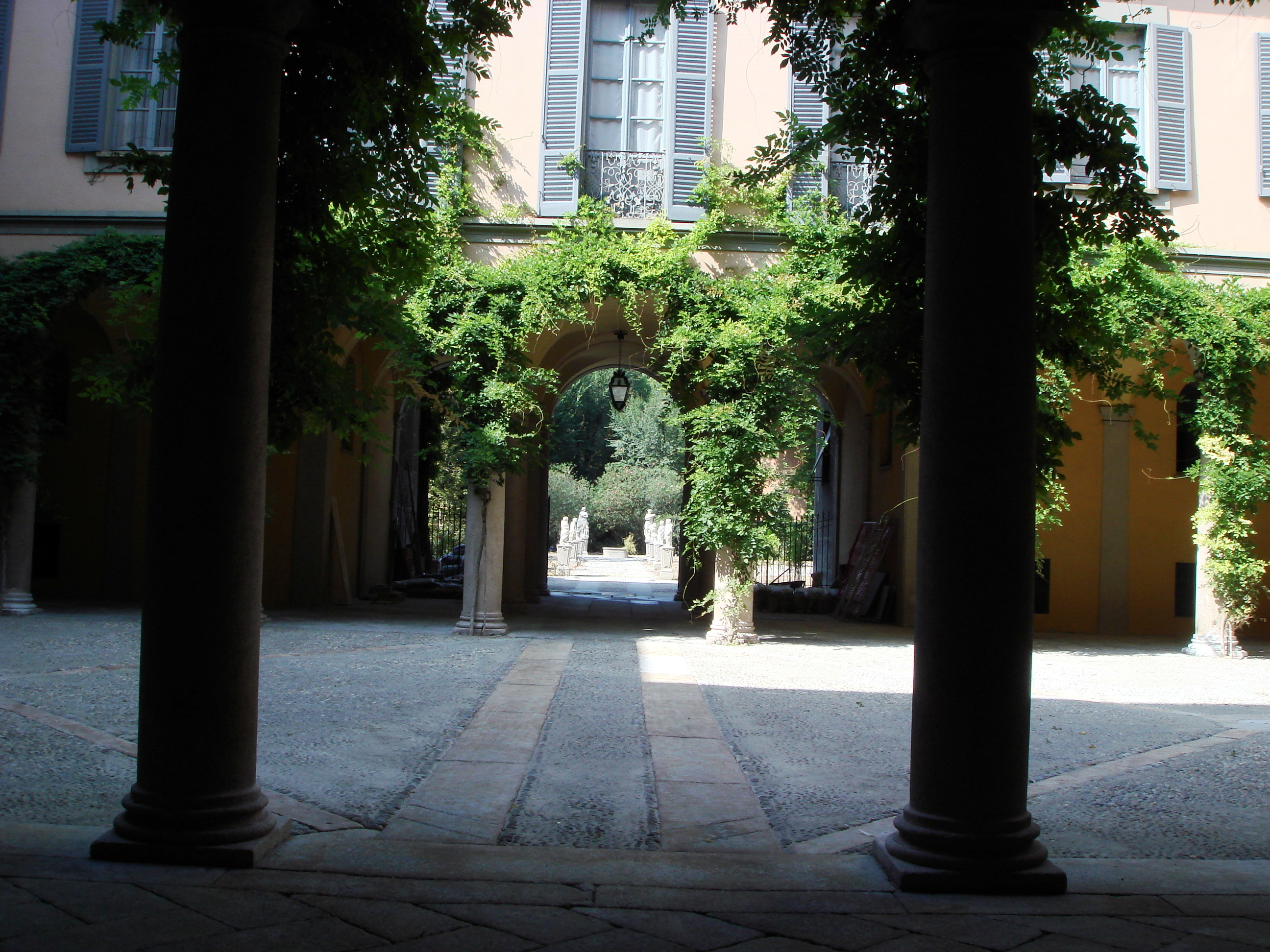
Cortile di palazzo Borromeo-d'Adda

Proprio al suo ingresso in Milano incontrò Martial Daru (1774-1827), fratello di Pierre, che aveva già conosciuto a Parigi. Ispettore del ministero della Guerra, uomo «al di sotto della mediocrità ma buono e allegro», questi ospitò subito Stendhal nella prestigiosa casa d'Adda, poi lo sistemò in una stanza di palazzo Bovara, allora sede dell'amministrazione militare francese diretta da Claude-Louis Pétiet (1749-1806), dove lavorò nell'ufficio del commissario Louis Joinville (1773-1849) e da dove venne introdotto nei salotti che contano, luogo di conversazioni galanti e di occasioni per stabilire relazioni amorose.
Ma Henri era orgoglioso e timido, e perciò nelle sale sfavillanti di donne belle ed eleganti e uomini esperti e disinvolti quel diciassettenne inibito si comportava goffamente e per reazione esagerava al contrario: si batté a duello con Alexandre Pétiet (1782-1835), il figlio del ministro, ricevendone una lieve ferita al piede, poiché geloso d'una certa signora Martin, e minacciò di sfida anche il suo capo ufficio Joinville per motivi non chiariti. Forse geloso dell'amante che lo stesso Joinville gli aveva presentato, quell'Angela Pietragrua nata Borrone (1777-...) che pure sarebbe stato facilissimo conquistare, della quale s'innamorò perdutamente senza però dichiararsi per dieci anni. Così avvenne che Henri perdette la propria «innocenza» in una casa di piacere, nel maggio del 1801, ricavandone oltre tutto una malattia venerea.

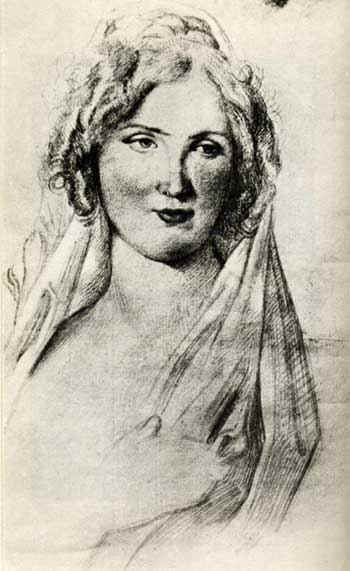
Angela Pietragrua

La Pietragrua, figlia di commercianti di stoffe che si arricchirono divenendo fornitori dell'esercito francese, e sorella di Giuseppina Borroni, un soprano famoso, era per Stendhal una «sublime sibilla, terribile nella sua bellezza folgorante e soprannaturale» e dispotica, capricciosa, istintiva, sarà ben rappresentata nel personaggio di Sanseverina ne La Certosa di Parma.
Fu il Daru a raccomandare Stendhal, facendogli ottenere subito il grado di sottotenente di un reparto di cavalleria nel settembre del 1800 e poi, il 23 ottobre, nel VI Reggimento dragoni, che egli raggiunse a Bagnolo, presso Brescia, il 22 novembre. Il 12 gennaio partecipò a Castelfranco Veneto allo scontro tra le forze del generale Michaud (1751-1835), comandante della III Divisione Cisalpina, e la retroguardia austriaca, che fu volta in fuga: il generale menzionerà anni dopo il suo «coraggio e la sua intrepidezza». Firmato l'armistizio il 16 gennaio 1801, il 1º febbraio Stendhal lasciò il reggimento per assumere la veste di aiutante di campo di Michaud.
La vita di aiutante di campo, almeno in tempo di pace, era piacevole: in primavera Henri, che dal 18 aprile aveva iniziato a tenere un diario, il suo Journal, soggiornò a Bergamo, in estate a Brescia, avendo tutto il tempo per studiare l'italiano e il clarinetto, progettare commedie e andare a teatro. Ma durò poco: per avere l'onore di essere aiutante di un generale bisogna aver combattuto due campagne militari e così, reclamato dal suo reggimento, Stendhal dovette raggiungere il VI Dragoni in Piemonte, seguendolo nei suoi spostamenti in piccole città, Bra, Saluzzo, Savigliano, con i disagi delle manovre e il disgusto delle corvées. Era troppo per Stendhal, che a dicembre ottenne un congedo e tornò a Grenoble.

### Il ritorno in Francia (1802-1806)

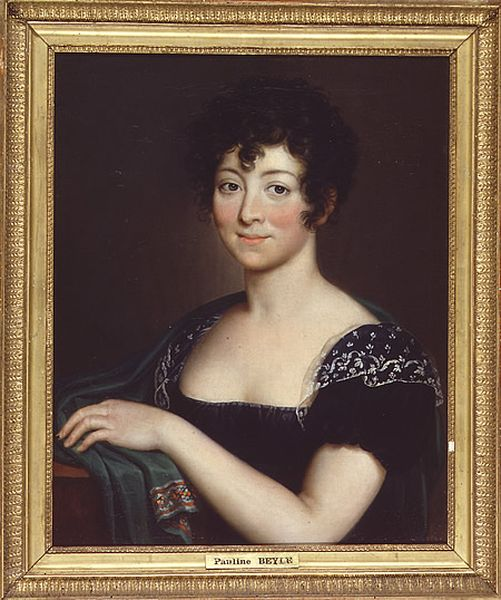
La sorella Pauline Beyle

Ritornato brevemente a vivere nella sua casa natale, Henri trovò nella sorella Pauline un'amica e una confidente. Del resto anche questa figlia del secolo, che amava leggere Ossian e Shakespeare, si sentiva oppressa dall'aridità paterna e, diversamente dal fratello e come tante ragazze nella sua condizione, cercherà solo nel matrimonio l'evasione da una condizione infelice: «sposatasi con un uomo sciocco e docile», riuscirà con gli anni a essere sé stessa.
Da parte sua, a Grenoble Henri trovò in Victorine Mounier (1783-1822) un nuovo, tipico suo amore di fantasia: ascoltatala suonare Haydn al pianoforte, se ne innamorò senza forse nemmeno mai parlarle e, una volta che i Mounier si trasferirono a Rennes, per due anni scriverà di sé al fratello di Victorine sperando che lei, leggendo le sue lettere, s'innamorasse a sua volta.
Il 15 aprile 1802 Henri era già a Parigi (in questo periodo abitò in rue d'Angiviller), mantenuto con una pensione mensile di circa 200 franchi dal padre, il quale sperava che il figlio lasciasse la vita militare per una professione «seria e rispettabile». In effetti Stendhal lasciò l'esercito in luglio, ma non si curò di trovarsi un lavoro: preferiva studiare l'inglese, andare a teatro, prendere appunti e citare le sue letture sul diario. A Parigi, inoltre, frequentò Magdaleine Paul, di quarantaquattro anni, sposata a un lontano cugino, Jean-Baptiste Rebuffel (1738-1804), e la figlia quattordicenne Adèle (1788-1861): corteggiò la figlia, ma finì a letto con la madre. Sconcertando Henri, entrambe provarono un'aperta soddisfazione alla morte di Jean-Baptiste, che del resto aveva una manifesta relazione con una sua socia in affari. Adèle sposerà nel 1808 proprio quell'Alexandre Pétiet che a Milano si era battuto a duello con Stendhal.
Henri era ancora repubblicano e il suo eroe non era Bonaparte, alla cui incoronazione assistette con sarcasmo e disgusto, ma il generale Moreau, fatto processare da Napoleone, in favore del quale scrisse un pamphlet. Lesse Alfieri e in Amleto vide un nemico dei tiranni, assistette con commozione al Philinte de Molière di Fabre d'Églantine e si entusiasmò per l'Idéologie di Destutt de Tracy. Credeva che la verità potesse unire gli uomini, che con la sola purezza del cuore e con l'ispirazione del genio si potessero comunicare idee folgoranti. Poi si convinse che scrivere è riflessione faticosa, lavorìo continuo, indagine lenta e sistematica, e lesse e analizzò nel suo Journal littéraire Besenval, Brissot, Cabanis, Chamfort, Chateaubriand, Duclos, Helvétius, Hobbes, Pinel, Retz, Say, Saint-Simon, Adam Smith, Madame de Staël, Vauvenargues.

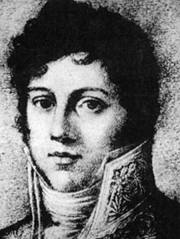
Il cugino Martial Daru

Iniziò i primi tentativi letterari e, da appassionato di teatro, tra il 1803 e l'estate del 1804 scrisse due testi in versi, Les deux hommes, commedia illuminista dove egli contrappose l'educazione mondana all'educazione secondo ragione, e Letellier, nome del gesuita confessore di Luigi XIV, una satira dell'ipocrisia. Cattivo verseggiatore, Stendhal le lasciò incompiute. Mise insieme anche un Catéchisme d'un roué, una serie di definizioni e ritratti di donne tratti dalla letteratura libertina del secolo precedente: l'iniziativa rientrava nel suo eterno progetto d'essere un seduttore e di trionfare sulla timidezza che lo attanagliava, di soddisfare la propria vanità e il suo amore dell'amore. Inoltre, Henri sapeva di essere brutto: i suoi lineamenti erano grossolani, il collo s'infossava sulle spalle, era grasso, presto perse i capelli e mascherò la calvizie con un parrucchino, e benché non fosse basso, appariva tozzo, con la sua vita larga e le gambe corte e sottili. E allora curò il suo aspetto con ossessivo puntiglio e s'indebitò con il sarto. L'eleganza doveva mascherare la bruttezza, come il cinismo del dandy doveva coprire la sensibilità del romantico.
Per stare più a suo agio sulla scena della società e per amore del teatro, Henri prese lezioni di recitazione. Il 21 agosto 1804 s'iscrisse insieme con Martial Daru alla scuola di Jean Mauduit, detto La Rive (1747-1827), vecchio e ormai démodé attore tragico, poi a quella del più economico Jean-Henri Gourgaud, detto Dugazon (1746-1809), travolgente attore comico ammiratissimo da Stendhal. Qui conobbe l'aspirante attrice Mélanie Guilbert, o Mademoiselle Louason (1780-1828), se ne innamorò e fu ricambiato.
Mélanie, divorziata da un diplomatico prussiano, era venuta a Parigi da Caen per partorire una bambina, Henriette, frutto di una relazione occasionale. Con poche risorse, voleva essere attrice per vivere ed essere indipendente: era bella, bionda, con due occhi blu ora severi, ora teneri, «pieni di quella malinconia immensa e ferita che per Stendhal è il segno dell'anima e il richiamo dell'amore». Decisero di vivere insieme e poiché Mélanie aveva ottenuto una scrittura a Marsiglia, l'8 maggio 1805 Stendhal l'accompagnò fino a Lione; poi andò a Grenoble per convincere il padre, suggerendo velatamente che Henriette potesse essere figlia propria, a finanziargli il suo progetto di aprire una banca a Marsiglia. Non ottenendo nulla, ripiegò su un impiego presso Charles Meunier, un esportatore marsigliese di prodotti di drogheria. Per quasi un anno Henri e Mélanie vissero come marito e moglie; poi il teatro fallì e il 1º marzo 1806 Mélanie tornò a Parigi in cerca di nuove scritture: con la lontananza la passione svanì.
Mentre finiva l'amore per Mélanie e rimanevano miseri i guadagni da droghiere, la Francia era divenuta il paese più potente d'Europa e Napoleone aveva bisogno, oltre che d'un esercito invincibile, anche di una corte e di una burocrazia adeguata alle sue mire di dominio europeo. Per questo creò, nel 1803, la figura dell'«uditore», che sembrava fatta apposta per Henri: si trattava di giovani che facevano un tirocinio nell'amministrazione pubblica e frequentavano la corte e i salotti che contavano, dove si faceva mostra di belle maniere e si discuteva di politica. Un po' cortigiani e un po' burocrati, acquisivano così la cultura politica e il senso del nuovo Stato imperiale.
Stendhal era entusiasta, e il 31 maggio tornò a Grenoble, dove la famiglia si attivò presso i Daru, che in verità erano rimasti delusi del comportamento passato di Henri. Quindi il 10 luglio si stabilì a Parigi, il 3 agosto entrò nella massoneria, introdotto da suo cugino Martial Daru, nella Loggia parigina "Sainte-Caroline", e riprese le relazioni con i cugini, finché Martial Daru cedette e lo prese con sé: il 16 ottobre 1806, due giorni dopo la battaglia di Jena, partivano per la Germania, al seguito della Grande Armée impegnata in una nuova campagna di guerra.

### Al servizio dell'Imperatore (1806-1814)

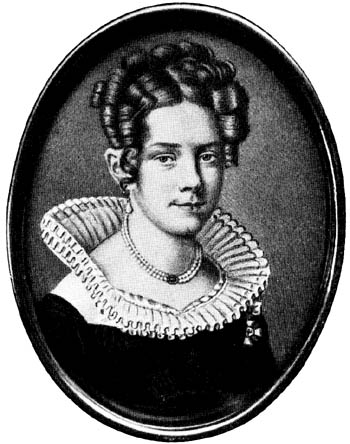
Wilhelmine von Griesheim

Il 27 ottobre Stendhal vide Napoleone entrare vincitore a Berlino, dove Martial Daru lo nominò collaboratore dei commissari di guerra, e il 3 novembre si trasferirono entrambi a Brunswick, la capitale dell'ex ducato annesso al Regno di Vestfalia di Girolamo Bonaparte, di cui Daru era intendente. Stendhal divenne commissario di guerra: con una paga di 200 franchi al mese e due segretari al suo servizio, si occupava di approvvigionamenti, di logistica, di sanità, della riscossione delle imposte; redigeva rapporti, rendiconti, eseguiva controlli e scriveva un'infinità di lettere d'ufficio. Ma c'era anche il tempo dello svago: prese in prestito libri della biblioteca di Wolfenbüttel, dalla quale ne dovette far requisire 400 per conto della Bibliothèque imperiale di Parigi, andava a caccia, frequentava la vecchia corte, viaggiava. E fu in questo periodo che scoprì Mozart.
Ma naturalmente al centro del suo interesse vi erano anche le donne. Nell'aprile del 1807 Stendhal s'innamorò di Wilhelmine von Griesheim, figlia di un generale: era già fidanzata, ma Henri le dichiarò egualmente il suo amore; lei sembrava esitare, ma alla fine nulla successe e del resto i Griesheim, oppositori del nuovo regime, furono mandati in esilio alla fine dell'anno da re Girolamo.
Con la partenza di Martial da Brunswick all'inizio del 1808, l'altro cugino Pierre Daru, che era intendente generale dell'Impero, promosse Henri intendente dei possedimenti imperiali del dipartimento dell'Ocker. Cercava di mantenere, nel disbrigo delle sue funzioni, un tono di disinvolta leggerezza: «Amministro come vado a caccia, per il piacere del successo», scrisse a maggio nel suo Journal, e ancor più disinvolta era l'amministrazione delle sue finanze, tanto da dover più volte chiedere denaro al padre. Cominciò a non poterne più di Brunswick e finalmente l'11 novembre venne richiamato a Parigi, dove trovò la sorella Pauline sposata (dal 25 maggio) con François Périer-Lagrange, imprenditore di tessuti per vele, ma infelice nel suo matrimonio di «convenienza»: i due fratelli si allontaneranno, sostituendo alla complicità un rapporto corretto ma superficiale.
Anno nuovo e nuova campagna di guerra: il 28 marzo 1809 Stendhal ricevette l'ordine di riunirsi a Strasburgo con i commissari di guerra al seguito della Grande Armée, che avanzava contro il vecchio Impero austriaco. Impegnato nel caotico disordine delle retrovie a portare dispacci nel fango e nella polvere, non vide nemmeno le battaglie di Essling e di Wagram, ma assistette allo scontro di Ebersberg, dove di fronte alle tragedie di quelle scene sanguinose poté mantenere tanto un'ammirevole freddezza quanto essere scosso fino all'orrore.

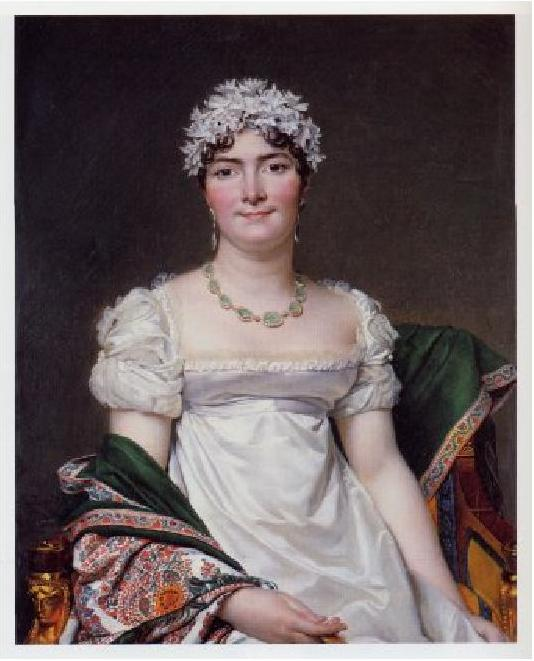
David: Alexandrine Daru

Il 13 maggio entrò a Vienna, con la stessa emozione con la quale era entrato a Milano. «Lavoro giorno e notte, e il resto del tempo cavallo, ragazze e musica», scrisse sul Journal: la musica era naturalmente quella del «divino Mozart», che Henri poneva alla pari di Cimarosa, ma anche quella di Haydn, che morì alla fine del mese (il 15 giugno Stendhal assistette al Requiem in suo onore). Ma a Vienna aleggiava «odore di femmina», e Stendhal si trovò un'amante in Babet Rothe, un'attrice e cantante che egli possedette in un padiglione abbandonato del Prater e per la quale per poco non si batté a duello con un maggiore d'artiglieria, Jean-Baptiste Raindre (1779-1858). In ottobre venne a stabilirsi a Vienna, per un mese, Alexandrine Daru (1783-1815), moglie del suo protettore Pierre, che l'affidò a Henri perché le facesse da guida nella grande città: nacque in Stendhal, per quella donna giovane ma già madre di cinque figli, un amore muto - o un'attrazione - che a volte gli sembrava ricambiato, ma che egli non riuscì e non poté esprimere nel timore dell'equivoco o di osare troppo. È la condizione vissuta da Julien Sorel, il protagonista de Il rosso e il nero, durante i suoi primi rapporti con Madame de Rênal.
Finita la campagna d'Austria, il 20 gennaio 1810 Stendhal tornò a Parigi, dove il 1º agosto ricevette la sospirata nomina a uditore. Poiché anche nell'Impero le cariche si ottenevano in base al censo, il padre Chérubin dovette assicurare al figlio una rendita annua di 6 000 franchi. Il 22 agosto Henri venne nominato Ispettore del Mobilio e degli Edifici della Corona, carica che gli assicurava uno stipendio di 6 000 franchi annui che, uniti ai 2 000 franchi di uditore e ai 900 garantiti dalla sua funzione di commissario di guerra, facevano 8 900 franchi, poco per le spese a cui era abituato e che aumentavano a motivo delle esigenze imposte dalle sue cariche: quell'anno Henri accumulò debiti per 12 500 franchi, che saliranno a 36 000 nel 1815.
La sua amante del momento era Angéline Bereyter (1786-1841), cantante d'operetta, che Henri chiamava all'italiana "angioletto", una donna sempre disponibile che si fece mantenere da Stendhal fino al 1814 senza avanzare mai troppe pretese. Andava ogni sera a casa di Henri ma, non sollecitando la sua fantasia, non sarà mai amata: l'amore platonico restava riservato alla Daru. Il 31 maggio 1811 decise di rischiare e, sotto un pioppo del giardino di lei, le si dichiarò. Per fuggire alla sconfitta del rifiuto di lei, il 29 agosto, con il permesso di Pierre Daru che aveva apprezzato il suo lavoro, Stendhal poté prendersi una vacanza, lasciarsi alle spalle i suoi ultimi dieci anni e ritornare sui propri passi, riconoscendo sé stesso nel proprio passato: naturalmente la sua meta fu l'Italia.
Il 7 settembre giunse a Milano e già la sera stessa andò alla Scala. Il giorno dopo si presentò dalla Pietragrua, deciso a farla sua. Bandita la timidezza, il 12 settembre si dichiarò e in risposta ricevette la domanda: «Perché non me lo diceste allora?» Ottenuta la sospirata vittoria, Stendhal poté continuare il suo viaggio italiano, nel quale si spinse fino a Pompei. Cercò di capire e amare la pittura, per la quale non aveva la stessa facilità provata per la musica. A Firenze scoprì di avere un proprio gusto - forse discutibile - ma ciò che gli importava era vedere e amare ciò che guardava. Si fermò a Roma dal 30 settembre al 3 ottobre, dove Martial Daru gli presentò Canova e dove fu emozionato dal canto degli uccelli sulle rovine antiche, poi fu a Napoli, a Pompei, e risalì ancora a Roma fino, il 17 ottobre, ad Ancona, per incontrare una certa Livia conosciuta a Brunswick. Il 22 ottobre Stendhal faceva ritorno a Milano, con l'idea di scrivere una storia della pittura, soprattutto al fine di comprendere meglio quell'arte: si procurò allora le Vite del Vasari, la Storia pittorica del Lanzi, il saggio, appena uscito, di Giuseppe Bossi sul Cenacolo di Leonardo. Ma era tempo di tornare in patria e il 13 novembre Stendhal lasciò Milano.
A Parigi, distaccato negli uffici della sezione di Guerra, mentre dava inizio alla sua Histoire de la peinture, attingendo a piene mani al Lanzi, e a una Vita di Cimarosa sopra un dizionario dei musicisti, riprese abitudini e ambizioni: brigò per ottenere una nomina a barone e, poiché partecipare a una campagna di guerra procurava avanzamenti di carriera, chiese di partire per la Russia. Il 23 luglio 1812, quando già la Grande Armée avanzava nelle steppe russe, Stendhal partì da Parigi e il 14 agosto raggiunse il Quartier generale francese a Bojarinkova, presso Krasnyj. Il 9 settembre assistette alla battaglia della Moscova e il 14 era a Mosca.

Adolf Northern: la ritirata di Russia

Qui vide l'avanzare dell'incendio, i saccheggi, il disordine, le miserie di uomini che fino al giorno prima costituivano l'esercito più potente del mondo e il crollo del mito dell'invincibilità di Napoleone, che egli poté osservare al Cremlino, e dei suoi generali, tormentati dalla dissenteria. Henri, a quanto racconta, mantenne il controllo di sé stesso, pur nel freddo, nella fame e nella stanchezza. Il 15 ottobre Stendhal venne nominato direttore generale degli approvvigionamenti di Smolensk, dove l'esercito doveva sostare durante la ritirata. Nel viaggio, la sua scorta composta di un centinaio di soldati venne assalita dai cosacchi ma si difese, e tuttavia lui perse il manoscritto dell'Histoire de la peinture. Il 2 novembre era a Smolensk, poi, sempre anticipando i resti dell'Armée in ritirata, proseguì la sua missione a Orša, a Bóbr, a Toločin: superò la Beresina il 27 novembre, un giorno prima che i suoi ponti venissero distrutti dai russi. Il 4 dicembre rischiò la vita in un assalto di cosacchi a Моlodečno, il 7 era a Vilna e il 14 fu finalmente in salvo a Königsberg. Naturalmente, nella città prussiana, non si perse la recita della Clemenza di Tito. Poi, con calma, attraversò la Germania e il 31 gennaio 1813 si ritrovò a Parigi.
A ricompensa dei suoi servigi sperava di ottenere una promozione con un incarico di prestigio, del tipo di una prefettura, ma invano. Così, dal 25 aprile, fu nuovamente al seguito dell'esercito che ora affrontava la coalizione russo-prussiana: annoterà di «essere annoiato e disgustato di tutto; l'Imperatore mi sembrava pazzo». All'armistizio seguito alle battaglie di Lützen e di Bautzen venne nominato intendente a Żagań, dove si ammalò il 6 luglio e, in pericolo di vita, fu rimandato a Dresda febbricitante, dove ottenne una licenza per curarsi a Parigi e da qui partì ancora per l'Italia: Milano, il lago di Como, Venezia e naturalmente la musica della Scala e Angela Pietragrua (riprese anche da capo l'Histoire de la peinture).
La stella di Napoleone, sconfitto a Lipsia, volgeva al tramonto. Gli austriaci avanzavano in Italia e Stendhal, tornato a Parigi, a dicembre si vide affidato il compito di affiancare il conte Jean de Saint-Vallier (1756-1824) nella difesa del Delfinato, la sua regione. Chambéry venne perduta e riconquistata, ma non era quello un fronte di guerra importante. La coalizione antinapoleonica puntava su Parigi, e il 14 marzo 1814 Stendhal vi si diresse: a Thuellin, sul caminetto d'una locanda, incise la sigla «MTF», come dire «Mane Fares Thecel», ma anche Je m'en fous de tout. Il 29 marzo vide l'ultima resistenza francese a Montmartre e tentò di nascondere per salvarli alcuni quadri del Louvre, poi vide l'ingresso a Parigi degli alleati e, con loro, dei Borboni.
Con il restaurato regime monarchico, essendo i Daru momentaneamente in disgrazia, gli occorreva trovare nuovi protettori per salvare titoli e posizione, e allora Stendhal si rivolse a Jacques-Claude Beugnot (1761-1835), il ministro dell'interno del governo provvisorio, che lo raccomandò a Talleyrand. Non avendo ottenuti risultati, cercò un diversivo, immergendosi nei suoi interessi, e in un mese scrisse le Lettres écrites de Vienne en Autriche sur le célèbre compositeur J. Haydn, suivies d'une vie de Mozart, et de considérations sur Métastase et l'état présent de la musique en France et en Italie, un semplice adattamento e traduzione de Le Haydine di Giuseppe Carpani, pubblicato due anni prima. Le firmò «Louis-Alexandre-César Bombet», che rappresentava insieme un'allusione al nuovo regnante, allo zar e a Bonaparte. Sentì che compromettersi con il nuovo regime sarebbe stata una ferita insopportabile per il proprio ego: meglio lasciare tutto e tornare là dove la sua vera vita era cominciata, al suo eterno punto di partenza. Il 20 luglio Stendhal lasciò Parigi e il 10 agosto era ancora una volta a Milano.

### «Henri Beyle, milanese» (1814-1821)
In realtà i francesi non erano più ben visti a Milano: in aprile Giuseppe Prina, l'ex ministro del governo di Eugenio di Beauharnais, era stato linciato da una folla sobillata dall'aristocrazia milanese, desiderosa di ingraziarsi i nuovi padroni e di farsi diminuire le tasse. Anche i rapporti con Angela Pietragrua, mai facili, si deteriorarono e lei arrivò al punto di minacciare di denunciarlo alla polizia. Avuta la prova, da una cameriera infedele della Pietragrua, dei suoi numerosi amanti, nel dicembre del 1815 la relazione finì bruscamente, lasciandogli una scia di depressione dalla quale cercò di uscire ripiegando nella scrittura.
Ripresi i suoi appunti e mantenuti i contatti con l'amico Crozet, che faceva l'ingegnere a Plancy ma si assumeva anche la funzione di suo agente letterario, per un anno Henri lavorò alla sua Histoire de la peinture, che terminò nel febbraio del 1817 a Napoli, non andando volontariamente oltre la trattazione della scuola fiorentina. Il libro apparve il 2 agosto, a firma di M.B.A.A. - Monsieur Beyle Ancien Auditeur - per i tipi dell'editore parigino Didot. Il mese dopo, il 13 settembre, usciva anche Rome, Florence et Naples, en 1817, sotto il nom de plume di «Monsieur de Stendhal, Officier de Cavalerie». Nel frattempo però, con il nome di Louis-Alexandre-César Bombet, uscirono le Lettres écrites de Vienne en Autriche sur le célèbre compositeur J. Haydn, suivies d'une Vie et de considérations sur Métastase et l'état présent de la musique en France et en Italie (1815), subito accusato di plagio dal musicologo italiano Giuseppe Carpani e difeso dal Crozet, improvvisatosi fratello di Bombet.
Durante un breve viaggio tra aprile e giugno a Grenoble, fatto per questioni economiche legate alla famiglia (tra l'altro Pauline era rimasta vedova e povera, e Zénaïde, l'altra sorella, si era sposata portando con sé una grande dote), ci fu un'insurrezione e il padre, divenuto sindaco, nonostante non mancasse di reagire con dura repressione, venne accusato di debolezza. Stendhal, sempre pieno di debiti e in rotta con lui, lasciò il paese natale deciso a «diventare» italiano.
Tornato a Milano, un giovane avvocato piemontese, Carlo Guasco, lo presentò nel luglio del 1816 a Ludovico di Breme, che lo introdusse nel circolo degli intellettuali romantici e, in varia misura, liberali, che intorno a lui si raccoglievano, il Pellico, il Berchet, Pietro Borsieri, oltre a lord Henry Brougham (1778-1868), che gli fece conoscere la Edinburg Review, una delle riviste britanniche la cui modernità e indipendenza di giudizio erano sconosciute nel resto dell'Europa, attraverso la quale conobbe alcune delle opere di Byron. Conobbe in ottobre lo stesso celebre poeta, un dandy circondato da un'aura di scandalo, espressione vivente, per Stendhal, del Romanticismo: fu un incontro piacevole, durante il quale Byron si mostrò molto interessato alle avventure «napoleoniche» di Stendhal.

### Lavita di Napoleone
Nel 1817-1818 lavorò alacremente a una Vita di Napoleone. L'autore non pubblicò mai il testo, non solo per comprensibili motivi di prudenza politica nel momento della Restaurazione, ma anche perché non fu mai rifinita, al punto da apparire più come una serie di appunti, anziché un'opera completa.
Era stata scritta soprattutto in risposta alle critiche avanzate da Madame de Staël, nel suo Riflessioni sulla Rivoluzione francese, ma Stendhal, che pure riteneva Napoleone superiore persino a Cesare, non esitò a sollevare nei confronti di Napoleone critiche addirittura di senso opposto.
Il quadro che ne uscì era completamente diverso da quello atteso. Stendhal fa dei protagonisti dei suoi romanzi dei ferventi bonapartisti: lo sono sia Julien Sorel sia Fabrizio del Dongo. Ma in contrapposizione all'accusa corrente durante la restaurazione di un Napoleone despota sanguinario responsabile delle guerre del primo quindicennio del secolo XIX, Stendhal non compose un'apologia, ma elaborò uno studio condotto con rigore storico. Se mosse grandi rimproveri all'imperatore, furono di segno opposto: di non aver colto l'occasione di cambiare il mondo e di aver agito, a volte, senza il coraggio di osare, e di essere più attaccato alla vanità che alla gloria.
L'edizione del testo, insieme con quella di un'opera sullo stesso soggetto, di vent'anni posteriore fu curata da un amico di Stendhal: Romain Colomb in una versione con molti troncamenti e omissioni che solo in tempi molto successivi furono recuperati da una edizione critica.

### L'incontro conMétilde
Il 1818 fu anche l'anno dell'incontro con Metilde Viscontini Dembowski, da lui chiamata Métilde, della quale fu infelicemente innamorato. Metilde, separata da un marito violento, il generale polacco Jan Dembowski, non gli riservò altro che la propria amicizia: aveva forse un altro amante, ma soprattutto pensava ai propri due figli, affidati all'ex marito. Stendhal la seguì più volte di nascosto nei suoi spostamenti fuori Milano: a Desio, il 14 aprile del 1819, il 5 giugno a Volterra, dove lei era in visita ai suoi figli. A luglio Stendhal era a Bologna, aspettando invano una sua lettera, quando ricevette la notizia della morte del padre, avvenuta il 10 giugno. Non ne fu addolorato e in agosto tornò a Grenoble sognando per un momento di ereditare improbabili ricchezze, ma i debiti e le ipoteche accumulate da Chérubin Beyle costrinsero Henry e le sorelle a vendere gran parte delle proprietà.

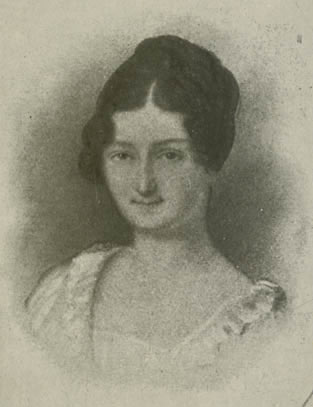
Presunto ritratto di Metilde

Il 22 ottobre Stendhal ritornò a Milano, trovando una Metilde che, incollerita per la sua assiduità e le sue dichiarazioni d'amore, gli impose di diradare le sue visite. Egli capiva che il suo amore «viveva solo di immaginazione», ma non poteva fare a meno di cercarla, e a dicembre venne letteralmente messo alla porta. Passava sotto la sua casa, guardava le sue finestre sperando di vederla: in una notte del maggio del 1820 la intravide in casa con il conte Pecchio e si rose di gelosia.
Aveva intanto iniziato a scrivere il De l'Amour, un vecchio progetto che ora era anche un modo per mettere a nudo il suo cuore, giustificare le proprie sconfitte e il proprio comportamento nelle vicende dell'eros, oltre che una sorta di ars amandi del Romanticismo. L'amore è desiderio, e il desiderio ha per oggetto la bellezza: così l'amante è anche artista, e si ama e si apprezza il bello guardandolo a distanza, come un quadro, un paesaggio e anche una donna amata. E poiché il desiderio si nutre di immaginazione, che è una presa di distanza dalla realtà, l'avventura con Metilde diventò nella fantasia di Stendhal, da una passione non ricambiata, quale realmente fu, un amore che Metilde non poté ricambiare perché ella amava troppo Stendhal.
Per la pubblicazione del libro si rivolse all'amico parigino Adolphe de Mareste (1784-1867), al quale annunciò il 1º aprile del 1821 di aver deciso di lasciare Milano per raggiungere la Francia. Aveva assistito allo sviluppo della Carboneria, alla quale anche Metilde aderiva, ma aveva rifiutato di farne parte, pur condividendone i progetti politici. Sapeva che gli austriaci avrebbero facilmente soffocato il movimento e imposto alla Lombardia un regime più repressivo del vigente dispotismo illuminato. Nel suo giudizio, la Milano spensierata delle serate musicali alla Scala, amante del buon vivere, illuminista e scettica, si stava mutando in una città della Restaurazione, cospirativa e controllata dalla polizia politica: «Senza i torbidi e la carboneria non sarei mai rientrato in Francia», scriverà anni dopo. Il 7 giugno fece visita per l'ultima volta a Metilde e il 21 giugno raggiunse Parigi.

### La notorietà (1821-1826)

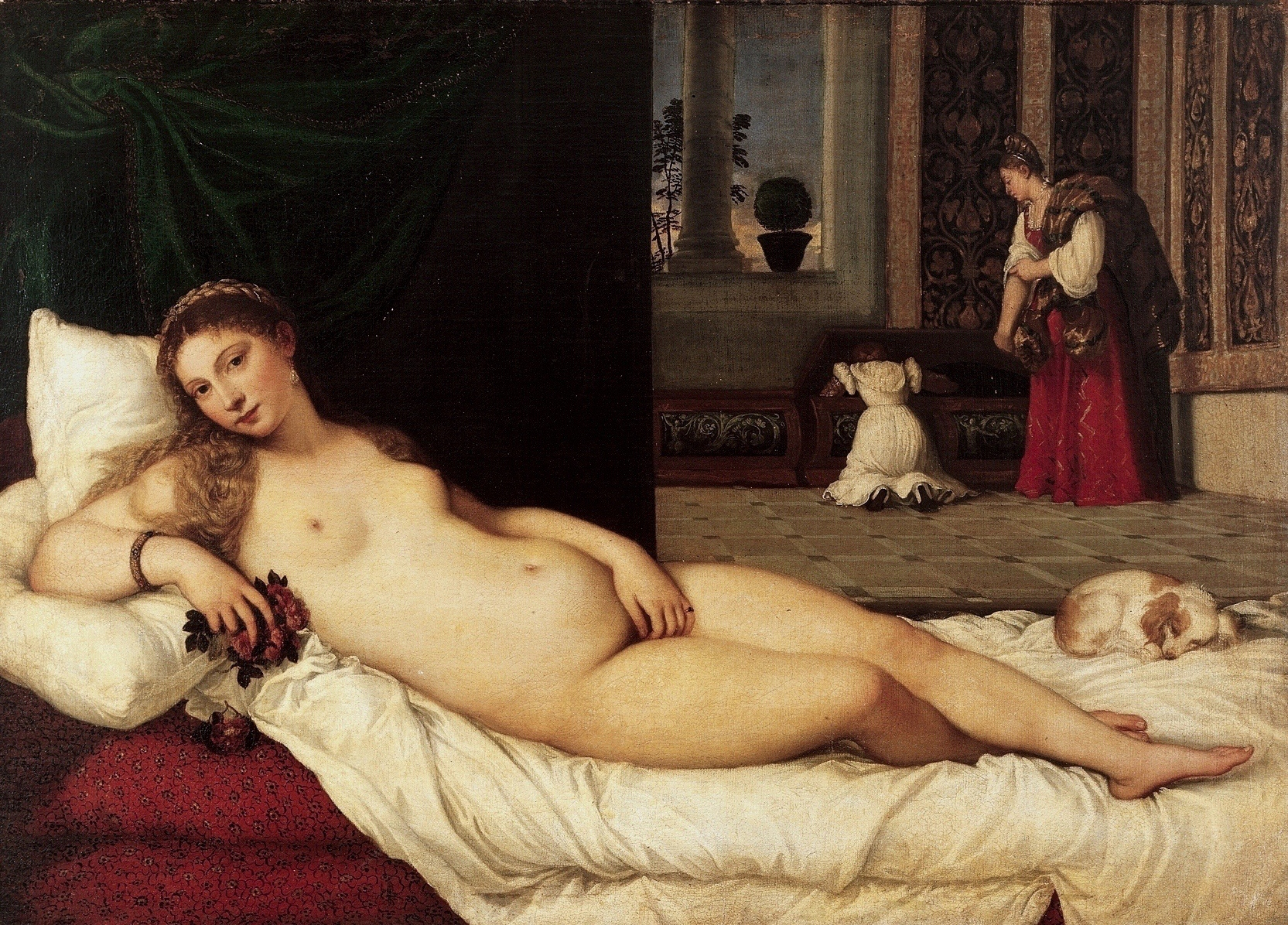
Tiziano: Venere di Urbino

A Parigi passò mesi d'inerte depressione, dalla quale neanche gli amori mercenari riuscivano a scuoterlo, tutto preso dal ricordo di Metilde. Una sera gli amici Mareste (1784-1867), capo ufficio della prefettura di Polizia, uomo «arido e avaro», l'industriale Lolot (1781-1845), «bello e senz'alcun ingegno» e l'ufficiale Poitevin, «stupido ma con uno stile perfetto», lo condussero in un bordello dove esordiva la bellissima Alexandrine, prostituta destinata ad amori di alto bordo, straordinariamente somigliante alla Venere d'Urbino dipinta da Tiziano. Stendhal fece «cilecca in pieno, fiasco completo», tra le lunghe e deliziate risate dei compagni d'avventura: «Io ero stupito e niente altro. Non so perché l'idea di Métilde si era impadronita di me mentre entravo in quella camera». Si rifece brillantemente a Londra con miss Appleby, una prostituta d'infimo ordine, ristabilendo agli occhi degli amici la sua indiscutibile virilità.
Alla fine dell'anno Stendhal riacquistò la serenità necessaria per riprendere e portare a compimento il De l'amour. L'editore Pierre Mongie si accollava le spese contando di rifarsi sulle vendite, ma l'opera, uscita anonima il 17 agosto 1822 in due eleganti volumetti, vendette in tutto una quarantina di esemplari. In compenso, ebbe lodi dalla critica: il Journal de Paris ne lodò la franchezza, la sapiente negligenza dello stile e l'umorismo, e a Londra il New Monthly Magazine, riconoscendo in Stendhal l'autore di quell'opera «singolare e bizzarra», gli suggeriva di scrivere un romanzo.

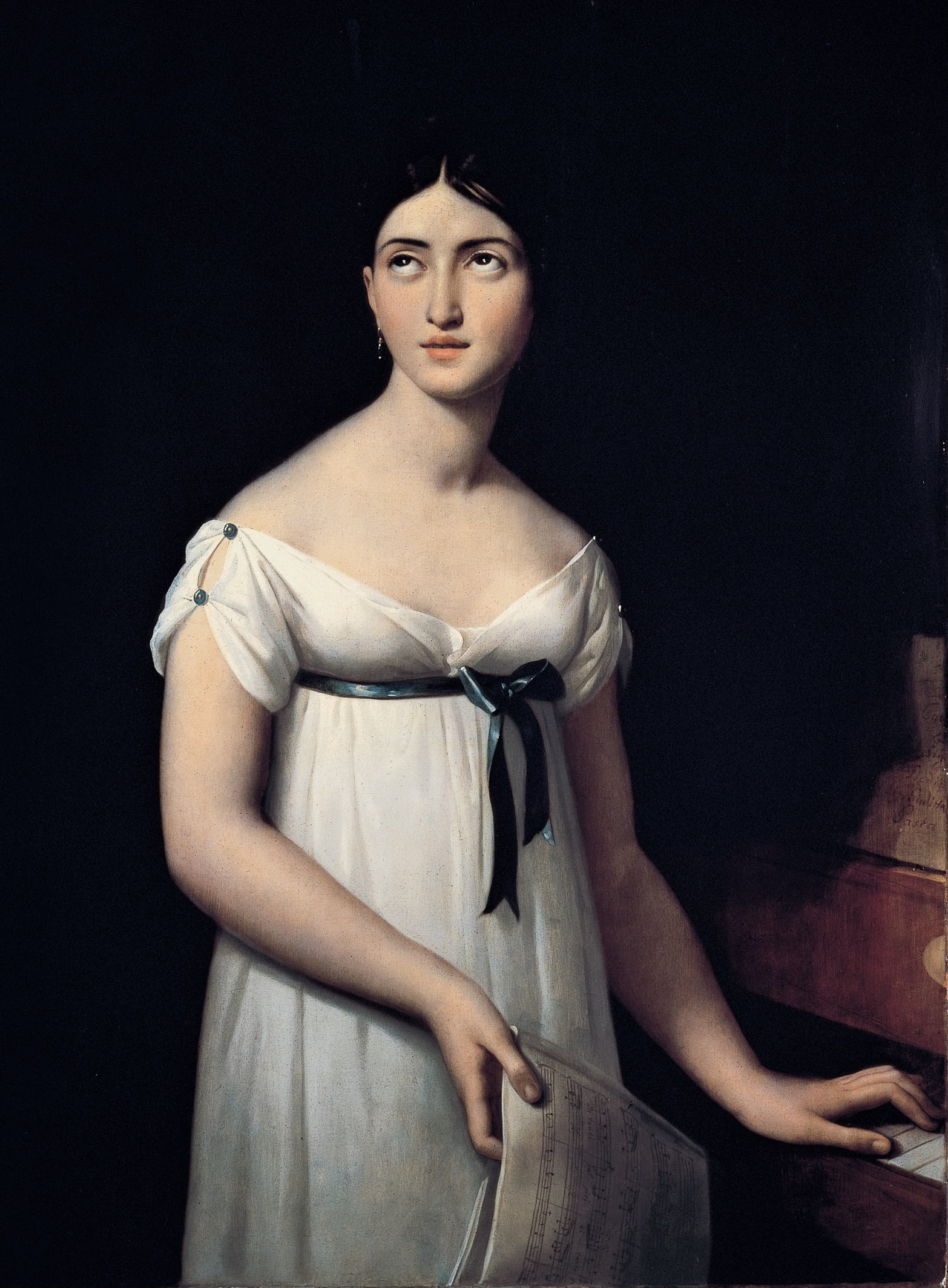
Gioacchino Serangeli: Giuditta Pasta

Riprese a frequentare qualche salotto parigino: la domenica, quelli aristocratici, ma aperti alla politica liberale, dei La Fayette (1757-1834) e degli Tracy (1754-1836); il mercoledì, quello del pittore François Gérard (1770-1837), dove conobbe l'allievo di questi, il miniaturista Abraham Constantin (1785-1855), che a Roma divenne suo assiduo amico, Delacroix (1798-1863), Balzac (1799-1850), il poeta Pierre-Jean de Béranger (1780-1857), «ammirevole e amabile», cortigiano per necessità economiche e tuttavia spirito libero, il filosofo Cousin (1792-1867), l'ammirato polemista Paul-Louis Courier (1772-1825); il sabato si apriva il salotto di Joseph Lingay (1791-1851), giornalista prezzolato dal governo di Villièle (1773-1854) perché compromettesse con i suoi dossier gli avversari politici: qui Stendhal conobbe il giovane Prosper Mérimée (1803-1870). C'era il salotto dello scienziato Georges Cuvier (1769-1832), sempre a caccia di cariche e di onori, e il martedì ricevevano i coniugi Jacques (1794-1854) e Marguerite Ancelot (1792-1875), un'intrigrante coppia di letterati: lei era amante del maresciallo Marmont (1774-1852), che mandava i suoi granatieri a teatro ad applaudire le opere del marito, e lasciò nei suoi Salons de Paris un ritratto di Stendhal.
Stendhal fu anche assiduo della celebre cantante Giuditta Pasta, che si era trasferita a Parigi dal 1821. La sua fu solo ammirazione per l'artista che, in grado di passare dal registro di contralto a quello di soprano, affascinava lo scrittore per la sua capacità d'interpretazione drammatica, il timbro cupo e i suoni velati della voce. Inoltre, il suo salotto «era il ritrovo di tutti i milanesi che venivano a Parigi» e Stendhal era «entusiasta di sentir parlare milanese e respirando con tutti i sensi l'idea di Métilde». Ma un autentico circolo letterario Stendhal lo trovò nella casa di rue Chabanais, dove ogni domenica mattina Étienne Delécluze (1781-1863), ex allievo di David passato alla letteratura e al giornalismo, riuniva i giovani, moderatamente liberali e monarchici del Le Globe, romantici nell'arte e sostenitori del Guizot in politica. Qui Stendhal dava libero corso al suo spirito sarcastico e alla sua «scandalosa» irriverenza - che egli appena frenava nei salotti «bene» - e qui fece comprendere a Delécluze il nucleo della sua poetica di scrittore, la necessità dell'«imitazione immediata delle cose», fondando «la modernità e il realismo».
Stendhal rese pubbliche le sue posizioni sull'estetica letteraria e musicale in alcune riviste inglesi alle quali aveva iniziato a collaborare nel 1822: sulla Paris Monthly Review aveva scritto in gennaio un articolo su Rossini cui seguirono l'anno dopo i due volumi di una Vie de Rossini, che fu recensita con interesse e polemiche dalla stampa. Era un attacco al mondo musicale francese, presentato come vecchio e accademico, e una difesa del musicista italiano che tuttavia irritò lo stesso Rossini, presentato come un bohémien, «un improvvisatore pigro, facile, che copiava sé stesso senza ritegno e senza ritegno si divertiva a comporre. Tutto il contrario di un artista, e quindi il vero artista, il vero romantico».

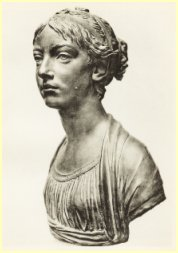
Clémentine Beugnot Curial

Essere moderni significa essere romantici, abbandonare le vecchie idee classiciste che in Francia avevano esaltato un Racine e svalutato uno Shakespeare. Questo scrisse Stendhal nel 1823 e nel 1825 sul New Monthly Magazine: come in pittura David aveva superato la vecchia scuola barocca dominante dai tempi di Luigi XIV, ora «siamo alla vigilia di una rivoluzione simile in poesia. Fino al giorno del successo noi, sostenitori del genere romantico, saremo sommersi d'improperi. Ma quel gran giorno alla fine arriverà, la gioventù francese si risveglierà e sarà stupefatta, questa nobile gioventù, d'aver applaudito, per tanto tempo e tanto seriamente, così grandi stupidaggini».
Al Racine et Shakespeare seguì, alla fine del 1825, il Nouveau complot contre les industriels, un pamphlet il cui titolo stesso è ironico. Non c'è nessun complotto contro gli industriali, sono i sansimoniani e gli altri esaltatori delle «magnifiche sorti e progressive» che attenderebbero le società industrializzate a non comprendere - o a fingere di non capire - che la classe degli industriali non s'interessa del bene generale, ma del proprio: «Gli industriali sono innanzi tutto utili a sé stessi, fanno buoni affari e hanno un'utilità nell'ordine dei beni materiali e della gestione economica e finanziaria».
Stendhal si alienò così le simpatie dei moderati liberali del Globe e tornò con la fantasia ai suoi ricordi italiani. Decise di arricchire il suo libro del 1817, preparandone una nuova edizione grandemente rinnovata: il Rome, Naples et Florence uscì nelle librerie nel febbraio del 1827 pesantemente censurato dallo stesso editore Delaunay per timore della recente legge sulla stampa imposta dal reazionario regime di Carlo X. Il libro non ebbe successo: quell'Italia evocata da Stendhal appariva arcaica e anacronistica a Parigi.
Dal maggio del 1824 Stendhal aveva stabilito una relazione clandestina con la contessa Clémentine Beugnot (1788-1840), sposata con il generale Philibert Jean-Baptiste Curial (1774-1829) e madre di tre figli: donna passionale ed esigente, fu lei a fargli dimenticare Metilde - deceduta prematuramente il 1º maggio 1825 - e fu lei, Menti, a comunicargli per lettera, il 15 settembre 1826, il suo abbandono, quando Stendhal viaggiava per l'Inghilterra con l'amico Sutton Sharpe (1797-1843), il suo mentore inglese. Stendhal stava già lavorando al suo primo romanzo, Armance ou quelques scènes d'un salon de Paris en 1827, che uscì anonimo a Parigi il 18 agosto 1827.

### Il romanziere (1827-1830)

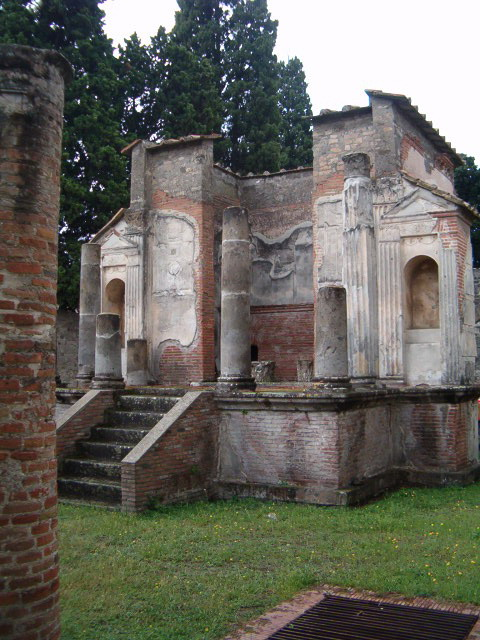
Pompei: tempio di Iside

Vi è narrata la relazione tra Octave de Malivert, giovane brillante e taciturno, e Armance de Zohiloff. Octave è impotente ma non intende rivelare questo suo segreto all'amata, e la loro vicenda finirà in tragedia. Armance, che riprende il tema dell'Olivier, romanzo scritto nel 1822 dalla duchessa Claire de Duras (1777-1828), non pubblicato ma egualmente noto nei circoli intellettuali della capitale, non ebbe alcun successo, né di pubblico, né di critica.
Stendhal era partito per l'Italia senza aspettare le prime reazioni al suo romanzo: alla fine del luglio del 1827 era a Genova, poi per un mese a Napoli, Caserta e visitò Ischia e Pompei, lasciando sulla parete del tempio di Iside un graffito, tuttora visibile, con il proprio nome. A ottobre fu a Roma, poi per due mesi a Firenze, dove frequentò Vieusseux, il fondatore de «L'Antologia», nella quale cercò di far pubblicare un articolo contro Cousin, ma fu osteggiato da Tommaseo, conobbe Leopardi e ritrovò Lamartine, allora primo segretario dell'ambasciata francese.
Dopo aver visitato a Venezia il poeta Pietro Buratti ed esser passato a Ferrara, il 10 gennaio del 1828 era a Milano, dove presentò richiesta alla polizia di un permesso di soggiorno di quindici giorni: permesso negato, con l'ingiunzione di lasciare immediatamente la città quale persona indesiderata, in quanto nella sua Rome, Naples et Florence erano presenti espressioni ingiuriose contro il governo austriaco. Stendhal lasciò Milano soltanto il 14 gennaio e il 29 gennaio era nuovamente a Parigi. Le autorità austriache si preoccuperanno, nel novembre del 1830, di sottoporre a censura tutte le sue pubblicazioni.

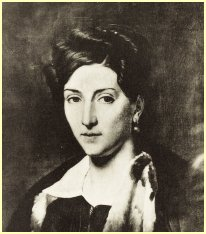
Alberthe de Rubempré

Dal soggiorno romano prese lo spunto di approfondire le sue impressioni sulla città dei papi. Le Promenades dans Rome uscirono il 5 settembre 1829: in questa città che al visitatore appariva stagnante, se non morta, Stendhal scopriva l'energia di un popolino superstizioso e cinico, ribelle e poltrone, orgoglioso e ignorante. Il libro ebbe successo e ottenne le lodi della stampa francese e dell'Antologia di Vieusseux.
Il 1829 è anche l'anno di una breve ma intensa passione per Alberthe de Rubempré (1804-1873), nata Boursault-Malherbe: separata dal marito, un vecchio finanziere dell'Ancien Régime, donna molto bella, appassionata di occultismo, era uno spirito forte e indipendente. Già amante del pittore Delacroix, suo cugino, dopo la fine della relazione con Stendhal divenne amante degli amici Merimée e Mareste. Quanto a Henry, egli partì l'8 settembre per un lungo viaggio che lo vide in Spagna per rientrare in ottobre a Grenoble e poi a Marsiglia: qui, nella notte del 25 ottobre, ebbe l'idea del Rouge et Noir, e con una prima, breve stesura del romanzo ritornò a Parigi.

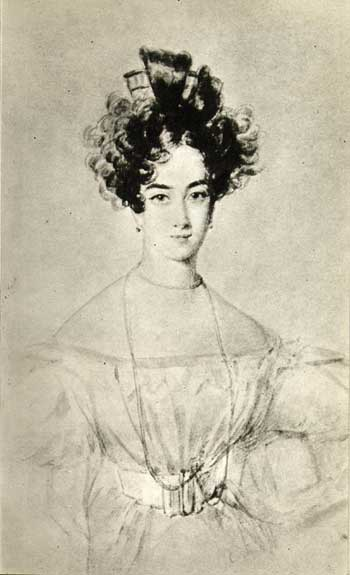
Giulia Rinieri

A Parigi Stendhal era divenuto un uomo di successo: la sua conversazione brillante fece scrivere a Lady Morgan (1776-1859) che essa «è ancora più arguta delle sue opere», e l'amica Jules Gaulthier (1790-1853) gli scrisse che il suo romanticismo è «puro, naturale, affascinante, divertente, ingenuo, interessante». Certo, non la pensava così Victor Hugo, conosciuto nel 1830, che qualificò Stendhal «un uomo di spirito che era un idiota» e che non si rendeva conto «che cosa significasse scrivere».
Il 27 gennaio 1830 Stendhal ricevette una dichiarazione d'amore: gliela fece un'italiana, la senese Giulia Rinieri de' Rocchi (1801-1881), di antica ma rovinata famiglia patrizia, che dal 1826 viveva a Parigi con il suo tutore, il commendatore Daniello Berlinghieri. Divennero amanti il 22 marzo: lei era pronta a sposare Stendhal, che il 6 novembre chiese al tutore la sua mano, ottenendo un netto rifiuto. Rimarranno amanti per tutta la vita, anche dopo il matrimonio di lei con il cugino Giulio Martini, sposato nel 1833.
In questa nuova condizione della sua vita sentimentale, Stendhal rielaborava il manoscritto de Il Rosso e il Nero: l'8 aprile 1830 vendette all'editore Levavasseur, per 1 500 franchi, l'opera ancora incompiuta, che uscì il 13 novembre. Ne scriveva gli ultimi capitoli quando Parigi viveva le «tre gloriose giornate» della Rivoluzione di luglio, che videro la fine della Restaurazione: all'alba del 30 luglio, uscendo dalla casa di Giulia, Stendhal vide con gioia il tricolore sventolare nuovamente sull'Hôtel de Ville. Le Rouge et le Noir fu un grande successo e divenne subito il romanzo alla moda in tutta la Francia, poiché il suo protagonista, Julien Sorel, fu immediatamente compreso essere il simbolo della crisi politica, sociale e morale percorsa da tutta la nazione negli ultimi venti anni.
Con l'avvento del nuovo governo orléanista, cominciava la corsa degli esclusi dal regime borbonico a ottenere cariche e impieghi. Anche Stendhal avanzò la sua candidatura: il 3 agosto chiese al ministro dell'interno Guizot la nomina a prefetto. Guizot gliela negò ma in compenso, grazie all'appoggio dal ministro degli esteri Molé, Henri ottenne un consolato a Trieste. Egli, sapendo di essere persona non gradita alle autorità regio-imperiali, aveva richiesto invano il consolato francese di Livorno. Così, a novembre, senza chiedere il visto dell'ambasciata austriaca sul suo passaporto, Stendhal partiva per Trieste.

### Console in Italia (1831-1836)
Nel suo viaggio, entrò in Italia a Nizza per dirigersi a Genova e di qui a Pavia. La sua precauzione di evitare Milano si rivelò inutile: Stendhal fu fermato dalla polizia a Pavia il 20 novembre, il suo passaporto sequestrato e inviato a Milano, e lui stesso invitato a raggiungere Milano per chiarire la sua posizione. Qui gli fu concesso di proseguire per Trieste, dove giunse il 25 novembre, senza che la sua posizione di diplomatico gli fosse ancora riconosciuta. Il 19 dicembre Metternich notificò all'ambasciatore francese a Vienna il mancato gradimento del neo console e Stendhal passò ancora tre mesi a Trieste in attesa che Parigi gli assegnasse un nuovo incarico: il 5 marzo 1831 gli pervenne la notizia della sua nomina a console francese negli Stati pontifici, e il 31 marzo Stendhal partiva per raggiungere la sua sede di Civitavecchia.
Le autorità pontificie videro con ostilità l'arrivo di un console ateo, le cui opere erano state poste all'Indice nel 1828, ma il segretario di Stato, il cardinale Tommaso Bernetti, era un politico accorto che non intendeva offrire pretesti per incrinare l'amicizia della Santa Sede con un paese così influente; e il 24 april egli firmò l'ordinanza di nomina. Tuttavia l'Austria, ora in rapporti molto freddi con la «liberale» Francia, fece pressioni sul cardinale, presentando Stendhal come un personaggio scandaloso e un pericoloso rivoluzionario che avrebbe potuto favorire sbarchi di ribelli a Civitavecchia. La conseguenza fu che il console Stendhal si trovò a essere continuamente sorvegliato dalla polizia pontificia, sia nella villa Lenzi, sede del consolato, sia nella sua residenza romana di palazzo Cavalieri, allora in via dei Barbieri, presso Torre Argentina.

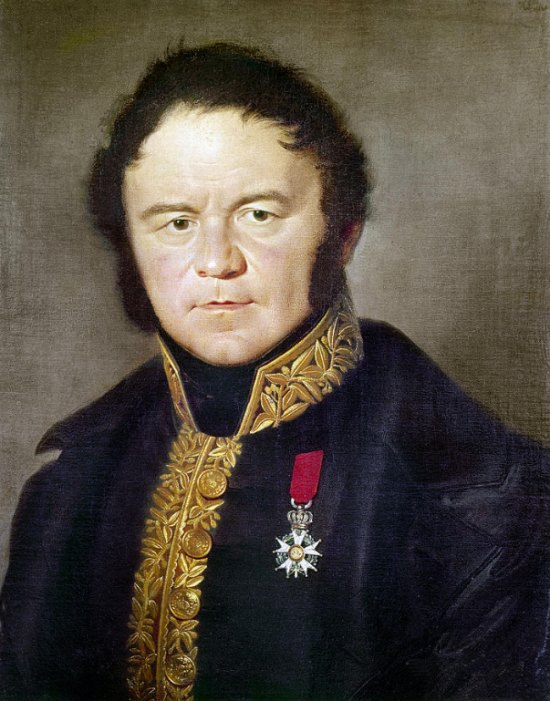
Stendhal legionario d'onore

Fu il periodo peggiore della vita di Stendhal: l'«uditore» che aveva servito Napoleone a Parigi, a Vienna e a Mosca non poteva sentirsi a suo agio a Civitavecchia, cittadina di qualche migliaio di abitanti, mille galeotti e cinquecento guardie, né a Roma, dove niente sembrava mai succedere. Si annoiava e vegetava, gli mancavano le amiche, i conoscenti e le conversazioni di Parigi, lo spirito dei suoi salotti. Condannato a vivere in se stesso, la sua creatività poteva indirizzarsi solo a se stesso, ai suoi ricordi, e iniziò a scrivere quelle autobiografie che sono i Souvenirs d'égotisme e la successiva Vie de Henry Brulard, senza peraltro portarle a termine. Dopo aver terminato il racconto San Francesco a Ripa, nel 1831, aveva infatti deciso di non pubblicare più niente - ma qualche anno dopo rinnegherà questa decisione - e questa sua intenzione comportò l'interruzione di opere cui aveva lavorato fino ad allora, i romanzi Une position sociale, Le Juif e Le Lac de Genève.
L'insofferenza per i suoi impegni di console lo indusse ad allontanarsi più volte da Civitavecchia e a chiedere diversi congedi. Tranne una missione ufficiale svolta nel marzo del 1832 ad Ancona, appena occupata da una flotta francese, viaggiò a Napoli, in Toscana e in Abruzzo. Il 6 novembre, sapendo del ritorno da Parigi di Giulia Rinieri, partì per incontrare lei e la sua famiglia a Siena: esisteva ancora la possibilità di un matrimonio che tuttavia sfumò definitivamente nel marzo del 1833, quando il tutore di Giulia concluse con Giulio Martini (1806-1873) l'accordo di matrimonio che fu celebrato il successivo 24 giugno.
Alla fine di agosto Stendhal partì in congedo: non volle perdersi l'occasione di rivedere per l'ultima volta l'amata Milano, malgrado i divieti austriaci, e l'11 settembre era a Parigi, per un soggiorno di quasi tre mesi. Il 4 dicembre riprese un lungo viaggio di ritorno in Italia che lo portò prima a Ginevra, poi a Lione, da dove s'imbarcò sul Rodano diretto a Marsiglia. Sul battello trovò George Sand, che aveva appena lasciato Merimée, con Alfred de Musset: passarono insieme tre giorni, durante i quali scandalizzò la Sand con il suo comportamento volutamente sconveniente e i suoi discorsi osceni.  Proseguì poi da solo per la Provenza e per il Piemonte, arrivando a Roma l'8 gennaio 1834.
Andò ad abitare in via dei Cestari, dove il 9 maggio iniziò a scrivere il Lucien Leuwen, poi si trasferì in un appartamento del vicino palazzo Conti, a piazza della Minerva, dove il 23 novembre 1835 cominciò la Vie de Henry Brulard. Frequentava l'amico pittore Abraham Constantin (1785-1855), la famiglia patrizia dei Caetani nel loro storico palazzo del Ghetto, la famiglia Cini, nella loro villa di Castel Gandolfo, approfittandone per corteggiare, sembra senza successo, la moglie di Filippo Cini, Giulia Prosperi Buzi (1811-1872), che era già amante di Filippo Caetani (1805-1864), amico di Stendhal. C'erano poi i francesi di passaggio, come Alexandre Dumas, il filologo Jean-Jacques Ampère, figlio del noto scienziato, o il reazionario Antoine-Maurice Rubichon, che egli considerava una spia dei gesuiti e che gli ispirò la figura del dottor Du Poirier del Lucien Leuwen.

### Il congedo parigino (1836-1839)

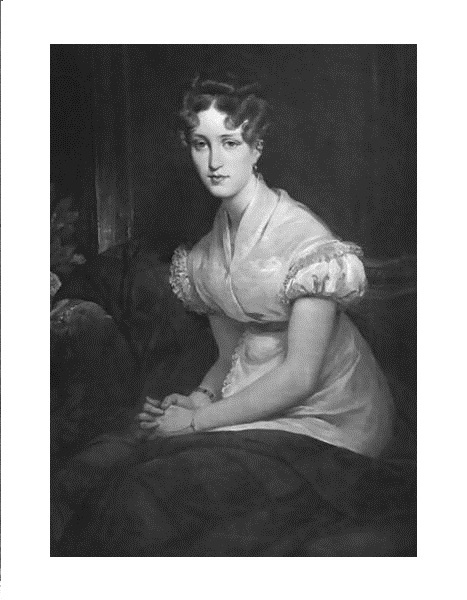
Louise-Cordelia Greffulhe

Stendhal, che ricevette il 15 gennaio 1835 la Legion d'onore per i suoi meriti di scrittore, si fece ritrarre dal giovane pittore Silvestro Valeri (1814-1902) con la decorazione e in alta uniforme di console, una carica che gli appariva sempre più insopportabile. Dopo aver rinunciato a un progetto matrimoniale con la ventenne M.lle Value, discendente di francesi da molti anni residenti a Civitavecchia, nel 1836 chiese una licenza di qualche settimana che gli fu concessa il 26 marzo, ma che durerà tre anni: abbandonò la sua autobiografia e il Lucien Leuwen e arrivò a Parigi il 24 maggio.
Stendhal era nelle grazie del conte Molé, ora capo del governo, che gli prorogò indefinitamente il congedo e gli affidò un non chiarito lavoro circa un progetto di trasporti marittimi: l'effetto fu un aumento sostanzioso delle sue entrate. Finalmente poteva riprendere le conversazioni abituali, negategli in Italia, e frequentare il primo salotto di Parigi, che era allora quello di Louise-Cordelia Greffulhe (1796-1847), sposata al generale Boniface de Castellane ma già amante di Chateaubriand e ora di Molé: da lei si poteva trovare la Parigi che contava e le celebrità d'Europa in visita nella capitale.
Rivide anche Giulia Rinieri, rimasta a Parigi con i due figli, mentre il marito, che percorreva una carriera politica nel Granducato di Toscana - sarà ministro della Pubblica Istruzione nel 1859 - era dovuto rientrare a Firenze. La loro relazione riprese il 3 agosto 1838, ma fu breve. Il 27 settembre ella doveva lasciare la Francia: «Io parto e ne ho il cuore spezzato - gli scrisse - sono col cuore totalmente vostra». Si rivedranno ancora a Siena e a Firenze.
Fu ripreso dal desiderio di scrivere e di pubblicare. Il 9 novembre 1836 iniziò le Mémoires sur Napoléon che diventarono in realtà una memoria della gioventù «napoleonica» dello stesso Stendhal, nell'aprile del 1837 scrisse, a prosecuzione della novella Mina de Vanghel, il romanzo Le Rose et le Vert, che lasciò incompiuto a giugno, e uscirono anonime nella Revue des Deux Mondes due sue «Cronache italiane», Vittoria Accoramboni e Les Cenci, mentre nell'agosto del 1838 pubblicò, con lo pseudonimo di Lagevenais, La duchesse de Palliano.
Allo scopo di avere materia per le sue Mémoires d'un touriste, Stendhal aveva intrapreso il 25 maggio 1837 un lungo viaggio attraverso quella parte della Francia che gli era ancora sconosciuta: Bourges e la regione del Berry, Tours e la valle della Loira, Nantes e la Bretagna, Bordeaux e l'Angoulême, ritornando il 5 luglio a Parigi attraversando la Normandia. Alla fine di ottobre le Mémoires erano finite e apparvero il 30 giugno 1838. Il libro ebbe un notevole successo: Stendhal vi presentava «le antiche culture locali, i dialetti, gli abiti tradizionali, lo spirito francese di una volta, insolente, libertino, battagliero e galante [...] in breve una Francia allegra, coraggiosa, innamorata e non centrista».

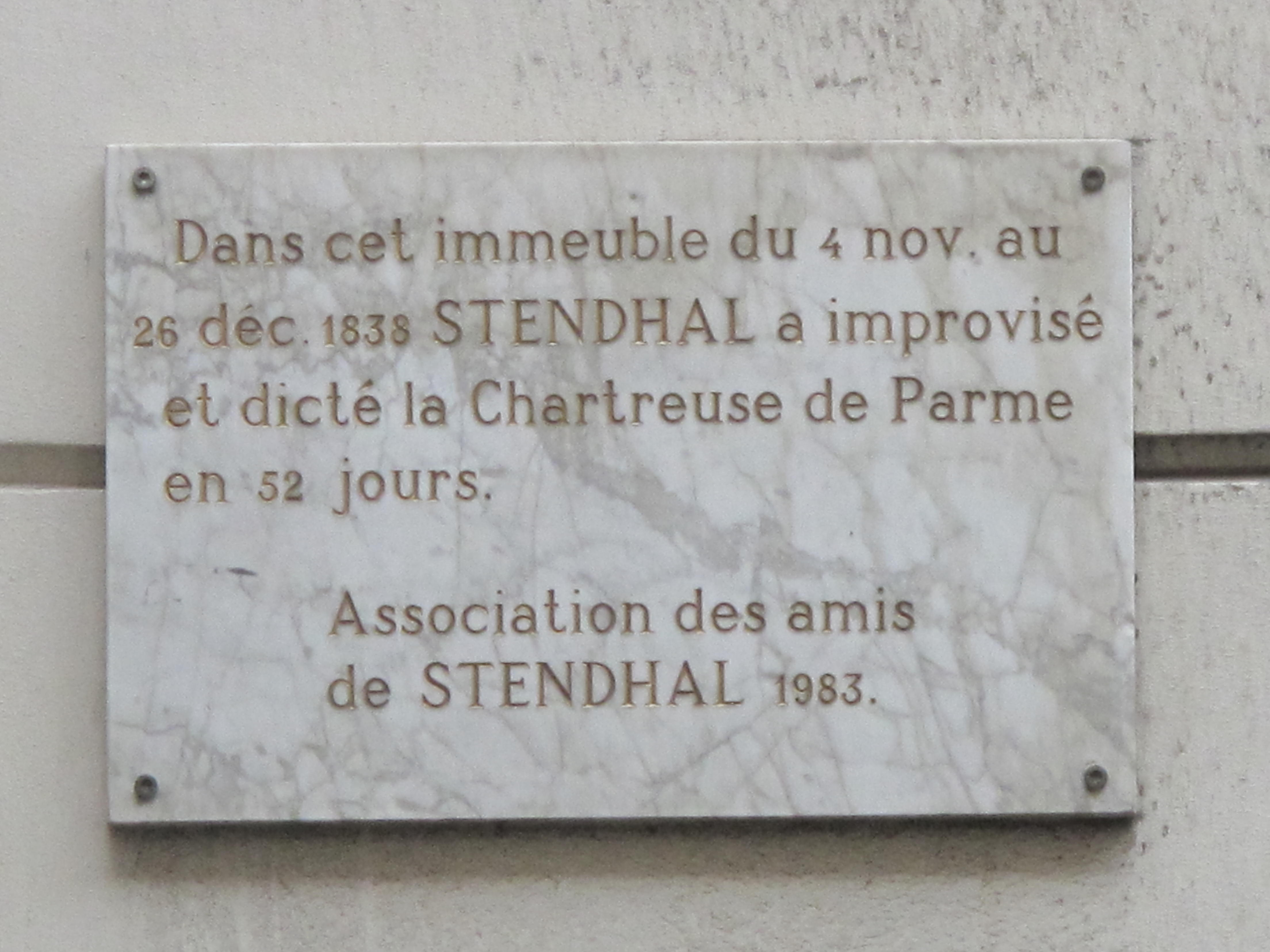
Targa in rue Caumartin, a Parigi

L'8 marzo 1838 Stendhal era nuovamente in viaggio per dare un seguito alle sue Mémoires: tenne infatti un diario che fu però pubblicato solo postumo, nel 1927, con il titolo di Voyage dans le Midi de la France. Ripercorse in parte i luoghi precedentemente visitati e poi scese a sud, attraversando Narbona, Montpellier, Arles, Tolone, Cannes e Marsiglia, risalendo per la Svizzera, per la Germania e per i Paesi Bassi. Poi, via Belgio, si ritrovò il 18 luglio a Parigi, dove l'aspettava Giulia Rinieri. Iniziata a settembre La badessa di Castro, il 12 ottobre riprese a viaggiare per il Nord-ovest della Francia: tornato a Parigi il 3 novembre, si chiuse con un copista nel suo alloggio al numero 8 di rue Caumartin, e iniziò a dettare La Certosa di Parma. Il 22 dicembre i sei grandi quaderni del nuovo romanzo erano pronti per essere consegnati all'editore Dupont, che pubblicò il capolavoro stendhaliano il 6 aprile 1839. Il libro, del quale erano uscite in marzo delle anticipazioni sulle riviste «Le Constitutionnel» e «Paris-Élegant», ebbe un buon successo di critica: al positivo giudizio del critico della «Revue de Paris» seguivano ripetute lodi direttamente inviate all'autore da Balzac, che all'amica Madame Hańska scriveva il 14 aprile che La Chartreuse era «il più bel libro uscito da cinquant'anni a questa parte».
Stendhal era in pieno fervore creativo: aveva iniziato a scrivere il Féder, poi Lamiel, Trop de faveur tue, Suora Scolastica e Le Chevalier de Saint-Ismer, che è un adattamento de Los Cigarrales de Toledo di Tirso de Molina. Ma era anche venuto il tempo di tornare in Italia: da marzo il suo protettore Molé non faceva più parte del governo e Stendhal non poteva aspettarsi nuove proroghe al suo impegno di console di Francia. Il 26 giugno Stendhal lasciò Parigi e lentamente si avviò in Italia: il 3 agosto era a Siena, dove l'attendeva Giulia, e il 11 o il 14 agosto era a Civitavecchia.

### Gli ultimi anni (1839-1842)

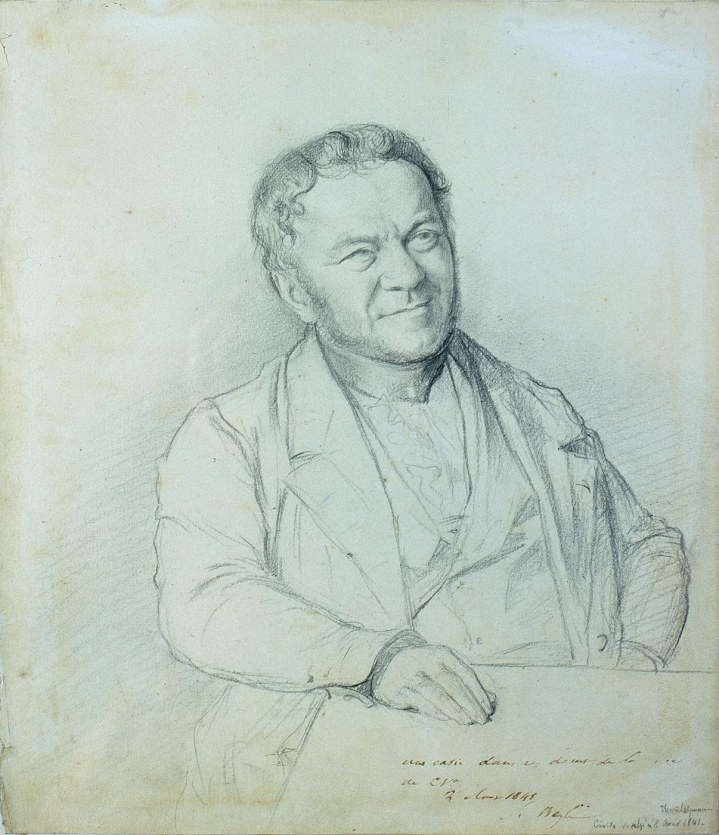
Henri Lehmann: Stendhal

A Civitavecchia e a Roma, dove prese alloggio in via dei Condotti presso palazzo Lepri, Stendhal fu ripreso dalla noia. Il 10 ottobre ricevette la visita di Mérimée, al quale fece conoscere Roma e poi partirono insieme per Napoli, visitando Paestum ed Ercolano: questi due spiriti caustici non erano fatti per convivere insieme troppo a lungo e finirono così per rivaleggiare, punzecchiarsi e guastare la loro amicizia. Stendhal prese a considerare Mérimée nient'altro che un pedante e lo mise in caricatura nel personaggio di «Academus» in Lamiel.
A Roma era sempre in contatto con il pittore Constantin: insieme, concepirono il progetto di una guida ai dipinti conservati nella città, le Idées italiennes sur quelques tableaux célèbres, la cui prima parte fu stampata nell'agosto del 1840 a Firenze, dove Stendhal si recò anche per incontrare Giulia Rinieri, dall'editore Giovan Pietro Vieusseux. L'autore delle Idées è sostanzialmente il Costantin ma altri scritti di Stendhal su quest'opera saranno trovati nel 1923 fra le sue carte e, integrati a quella fiorentina, ne costituiranno una sorta di seconda edizione.
Nel gennaio del 1840 incontrò e frequentò anche un suo lontano e giovane cugino pittore, Ernest Hébert, ospite di Villa Medici in qualità di vincitore del Prix de Rome. Ma la conoscenza più importante in questo scorcio della vita di Stendhal sarebbe quello di una signora romana rimasta sconosciuta, ma che in realtà potrebbe essere identificata con Giulia Cini, da lui conosciuta e corteggiata inutilmente da anni. Ne scrisse su un quaderno che intitolò Earline, ossia contessa, che sarebbe potuto diventare un nuovo romanzo ma che si esaurì con la fine di quell'amore vissuto soltanto nella fantasia.
Stendhal era molto invecchiato: gli anni e le malattie gli pesavano e, ironicamente, il 10 aprile, scrivendo Les privilèges, immaginò che quel Dio cui non credeva gli concedesse - profeticamente - una morte istantanea, d'infarto: ma in vita, una costante virilità, un corpo sano e bello, che potesse far innamorare di sé qualsiasi donna e potesse trasformarsi in qualunque altro essere. Intanto, Stendhal aveva ancora un amore reale in Giulia Rinieri, che l'ospitò in luglio a palazzo Riccardi, a Firenze, e poi ancora da agosto a settembre a Firenze e a Pietrasanta.
Soffriva di gotta, di calcoli renali e d'ipertensione: più volte ebbe attacchi di vertigini, di afasia, di emicranie. Sentiva che non avrebbe vissuto a lungo e il 28 settembre scrisse l'ultimo testamento, con il quale lasciava i suoi beni all'amico italiano Donato Bucci e alla sorella Pauline. Il 15 marzo 1841, a Civitavecchia, ebbe un grave colpo apoplettico. Si riprese a fatica: la malattia gli lasciò qualche difficoltà di movimento, ma egli si permise ancora, in luglio, un'avventura galante con Cecchina Lablache, figlia del celebre cantante napoletano Luigi, moglie del pittore François Bouchot e amante di un altro giovane pittore di origine tedesca, Henri Lehmann, che fece in quei giorni l'ultimo ritratto che possediamo di Stendhal.

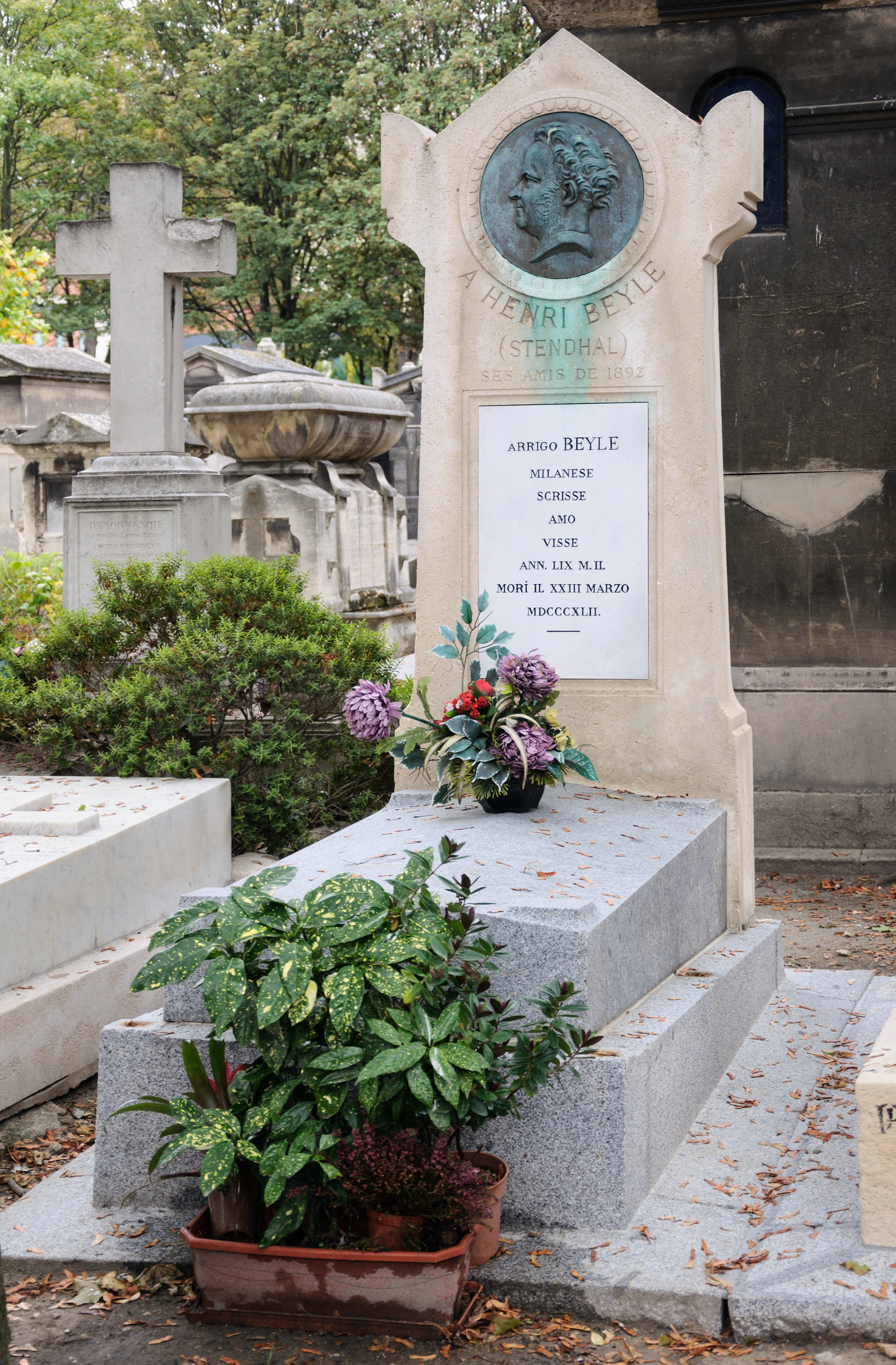
La tomba di Stendhal a Montmartre

In agosto chiese al ministro Guizot un congedo e, in attesa dell'autorizzazione, partì per Firenze per incontrare Giulia. La rivide ancora l'8 ottobre e fu l'ultima volta: il 22 ottobre s'imbarcava per la Francia con l'amico Vincenzo Salvagnoli, un avvocato fiorentino, e l'8 novembre giunsero a Parigi. Amici e conoscenti notarono, dopo i due anni trascorsi, il suo improvviso invecchiamento, l'eloquio lento e faticoso, la mancanza di quel suo solito spirito polemico.
Stendhal aveva preso alloggio all'Hôtel de Nantes, oggi una casa al numero 22 di rue Danielle-Casanova. Nel marzo del 1842 si rimise a scrivere: voleva terminare il Lamiel e Le Rose et le Vert. Il 15 marzo fu in trattative con la «Revue des Deux Mondes» per la pubblicazione delle sue novelle e riprese Trop de faveur tue, M.lle de Vanghen, Le Chevalier de Saint-Ismier e soprattutto Suora Scolastica, che intendeva consegnare a giorni alla Revue. Dopo una giornata di lavoro, verso le sette di sera del 22 marzo uscì dall'albergo: fece poche decine di metri e in rue des Capucines ebbe un infarto. Cadde a terra e svenne. Tra i soccorritori si trovò anche l'amico Romain Colomb, che chiamò un medico e fece trasportare Stendhal all'albergo dove, assistito da Colomb e Constantin, alle due di notte del 23 marzo morì come aveva desiderato, senza riprendere conoscenza.
Contrariamente alle sue volontà, ebbe funerali religiosi, che si tennero il 24 marzo nella chiesa di Notre-Dame-de-l'Assomption. Poi, la sepoltura nel cimitero di Montmartre, con l'epitaffio (in italiano) voluto dallo stesso Stendhal: «Arrigo Beyle / Milanese / Scrisse / Amò / Visse / Ann. LIX. M. II/ Morì il XXIII Marzo MDCCCXLII». Nel 1892 fu aggiunto un medaglione con il profilo di Stendhal, opera di David d'Angers e il 21 marzo 1962 i suoi resti furono riesumati e sistemati in un diverso campo del cimitero di Montmartre, sul margine dell'avenue de la Croix.

## Il realismo
I temi principali della sua produzione letteraria furono una marcata sensibilità romantica e un fervido spirito critico, che dettero vita alla filosofia della Chasse au bonheur, egotismo tipico di tutti i suoi personaggi. L'analisi delle passioni, dei comportamenti sociali, l'amore per l'arte e per la musica, nonché la ricerca epicurea del piacere, venivano espressi attraverso una scrittura personalissima, nella quale il realismo dell'osservazione oggettiva e il carattere individuale della sua espressione si fondevano in maniera armonica. Per tutti questi motivi Stendhal fu quasi ignorato dai suoi contemporanei, con l'eccezione di Honoré de Balzac, ma venne poi adorato dai posteri.
Miscelando sapientemente l'ambientazione storica e l'analisi psicologica, i suoi romanzi descrivevano il clima morale e intellettuale della Francia. Stendhal fu considerato l'iniziatore del romanzo moderno, che ispirò la grande narrativa di costume dell'Ottocento. Tra gli scrittori moderni, viene considerato l'autore meno invecchiato dell'Ottocento. Il Rosso e il Nero e Lucien Leuwen sono un disegno crudo della società della Restaurazione, come indica il sottotitolo nel primo, Cronaca del 1830. Lucien Leuwen è il racconto della Monarchia di Luglio francese. La Certosa di Parma è ambientata tra i disegni politici delle monarchie italiane del XIX secolo. Sono quindi romanzi politici non per la presenza di riflessioni, ma per l'ambientazione dei fatti.
La rappresentazione dei costumi di Stendhal non è motivata da una volontà sociologica, ma per far cadere le falsità e mostrare la «verità» del suo tempo. Nonostante il suo realismo, Stendhal non entra nei dettagli dei luoghi, poco si sa dell'Hôtel de la Mole o di Milano o del castello del Marchese del Dongo, ma narra lo stretto necessario per l'azione. La prigione di Fabrizio nella Certosa è descritta con cura perché essenziale nel contesto del racconto.
Anche i personaggi sono descritti sommariamente, ma sono figure romantiche. L'eroe Julien è intelligente, nutre profondo odio per i suoi contemporanei ed è ambizioso fino alla follia. Fabrizio è un giovane esaltato e passionale.
Lucien è idealista e sicuro di se stesso.
Inoltre la politica nella Certosa è sicuramente meno importante che nel Rosso e il nero o nel Lucien Leuwen. È soprattutto la storia che gioca un ruolo importante: Waterloo, l'arrivo delle truppe francesi a Milano nel 1796.

## Opere

### Pubblicate in vita
- Bombet, Luois-Alexandre-César. Lettres écrites de Vienne en Autriche, sur le célèbre compositeur Jh Haydn, suivies d'une vie de Mozart, et de considérations sur Métastase et l'état présent de la musique en France et en Italie. Paris: Didot L'Ainé, 1814.
- Histoire de la peinture en Italie, Paris, Didot l'aîné 1817.
- Rome, Naples et Florence, en 1817, Paris, Delaunay 1817.
- De l'amour, Paris, Librairie Universelle de P. Mongie l'aîné 1822.
- Racine et Shakespeare I, Paris, Bossange père, Delaunay, Mongie 1823.
- Vie de Rossini, Paris, Auguste Boulland et C.ie 1824 (ma 1823);
- Racine et Shakespeare II, Paris, Dupont et Rorel 1825.
- D'un nouveau complot contre les industriels, Paris, Sautelet et C.ie 1825.
- Rome, Naples et Florence, Paris, Delaunay 1826.
- Armance, ou Quelques scènes d'un Salon de Paris en 1827, Paris, Urbain Canel 1827
- Promenades dans Rome, Paris, Delaunay 1829.
- Vanina Vanini, ou Particularités sur la dernière vente de carbonari découverte dans les Etats du Pape, in «Revue de Paris», IX, 1829.
- Le Coffre et le Révenant. Aventure espagnole, in «Revue de Paris», XIV, 1830.
- Le Philtre, in «Revue de Paris», XV, 1830.
- Le Rouge et le Noir. Chronique du XIXe Siècle, Paris, Levavasseur 1831 (ma 1830).
- Vittoria Accoramboni, duchesse de Bracciano (Vittoria Accoramboni (Stendhal)), in «Revue des Deux Mondes», IX, 1837.
- Les Cenci, in «Revue des Deux Mondes», XI, 1837.
- La duchesse de Palliano, in «Revue des Deux Mondes», XV, 1838.
- Mémoires d'un touriste, Paris, Ambroise Dupont 1838.
- L'Abbesse de Castro in «Revue des Deux Mondes», XVIII, 1839.
- La Chartreuse de Parme, Paris, Ambroise Dupont 1839.
- Idées italiennes sur quelques tableaux célèbres (con Abraham Constantin), Florence, Au Cabinet scientifique-littéraire de J. P. Vieusseux 1840.

### Postume
- San Francesco à Ripa (1831), in Romans et nouvelles, Paris, Michel Lévy Frères 1854.
- Philibert Lescale, in Romans et nouvelles, Paris, Michel Lévy Frères 1854.
- Mina de Vanghel, in Romans et nouvelles, Paris, Michel Lévy Frères 1854.
- Souvenirs d'un gentilhomme italien, in Romans et nouvelles, Paris, Michel Lévy Frères 1854.
- Les Tombeaux de Corneto, in Chroniques Italiennes, Paris, Michel Lévy Frères 1855.
- La Comédie est impossible en 1836, in Chroniques Italiennes, Paris, Michel Lévy Frères 1855.
- Le Juif (1831), in Nouvelles inédites, Paris, Michel Lévy Frères 1855.
- Féder. Le Mari d'argent (1839), in Nouvelles inédites, Paris, Michel Lévy Frères 1855.
- Essai sur le Rire, in Mélanges d'art e de littérature, Paris, Michel Lévy Frères 1867.
- Vie d'André del Sarto, in Mélanges d'art e de littérature, Paris, Michel Lévy Frères 1867.
- Vie de Raphaël, in Mélanges d'art e de littérature, Paris, Michel Lévy Frères 1867.
- Salon de 1824, in Mélanges d'art e de littérature, Paris, Michel Lévy Frères 1867.
- Journal d'un voyage en Italie, in Mélanges d'art e de littérature, Paris, Michel Lévy Frères 1867.
- Notes d'un dilettante, in Mélanges d'art e de littérature, Paris, Michel Lévy Frères 1867.
- Lamiel, incompiuto, Paris, Librairie moderne 1889.
- La vie de Henri Brulard (1834), incompiuta, Paris, G. Charpentier et C.ie, Éditeurs 1890.
- Souvenirs d'égotisme (1832), incompiuti, Paris, G. Charpentier et E. Fasquelle, Éditeurs 1892.
- Lucien Leuwen, incompiuto, Paris, E. Dentu 1894.
- Trop de faveur tue (1839), Revue de Paris, 1912.
- Suora Scolastica (1842), incompiuta, Paris, André Coq 1921.
- Une position sociale (1832), incompiuto, Paris, S. Kra 1927.
- Voyage dans le Midi de la France (1838), incompiuto, Paris, Le Divan 1930.
- Pensées. Filosofia nova, Paris, Le Divan 1931.
- Écoles italiennes de peinture, Paris, Le Divan 1932.
- Mélanges de politique et d'histoire, Paris, Le Divan 1933.
- Les privilèges (1840).
- L'Italia nel 1818.
- Mémoires sur Napoléon (1836-1837), 1876.
- Pages d'Italie, 1932.
- Courrier anglais, 1935-1936.
- Mélanges intimes et Marginalia, 1936.
- Le Rose et le Vert (1837), incompiuto, 1928.
- Le Chevalier de Saint-Ismier (1840).
- Chroniques italiennes (Cronache italiane), raccolta postuma di racconti, pubblicati separatamente fra il 1829 e il 1842.
- Le lac de Genève.
- Paul Sergar.

Tutte le opere narrative sono state recentemente raccolte in Œuvres romanesques complètes nella collana Bibliothèque de la Pléiade in tre volumi, 2005-2014, sostituendo la vecchia edizione curata da Henri Martineau; nella medesima collezione esistono due volumi di Œuvres intimes (1981-1982) e due di viaggi: Voyages en Italie (1973) e Voyages en France (1992); nel 1966 uscì anche un Album Stendhal, con 463 illustrazioni commentate da V. Del Litto.
Tra i traduttori che si sono misurati con Stendhal: Giuseppe Gallavresi, Maria Ortiz, Pietro Paolo Trompeo, Luigi Diemoz, Massimo Bontempelli, Bruno Maffi, Bruno Pincherle, Cesare Giardini, Giovanni Marcellini, Antonio Pietrangeli, Maria Teresa Sposato, Mario Bonfantini, Piero Bertolucci, Sara Di Gioacchino Corcos, Gian Carlo Conti, Maria Bellonci, Marco Cesarini Sforza, Bruno Schacherl, Anna Nencioni, Diego Valeri, Paolo Serini, Marisa Zini, Camillo Sbarbaro, Massimo Colesanti, Lanfranco Binni, Simona Martini Vigezzi, Leonella Prato Caruso, Giuseppe Scaraffia, Francesco Bruno, Maurizio Cucchi, Gianni Celati, ecc.

### Teatro
Alcune pièce teatrali sono raccolte, in due tomi, in Théâtre (postumo, 1931): Les quiproquo, Le ménage à la mode, Zélinde et Lindor, Ulysse, Hamlet, Les deux hommes, Letellier, Brutus, Les médecins, La maison à deux portes, Il forestiere in Italia, ecc.

### Epistolari
Le missive spedite e ricevute da Stendhal si contano a migliaia, i suoi corrispondenti vanno dai commilitoni dell'esercito agli scrittori, dalle amanti ai burocrati statali.
Nel 1855 uscì, a cura del cugino Romain Colomb, la Correspondance inédite de Stendhal, un regesto composto da lettere, appunti, frammenti di manoscritti incompiuti, notevolmente manipolati a bella posta.
Nel 1908 fu predisposto un nuovo compendio, Correspondance de Stendhal publiée par Adolphe Paupe e P. A. Cheramy sur les originaux de diverses collections.
L'apparizione di altre lettere inedite portò alla pubblicazione in dieci tomi, Correspondance, a cura di Henri Martineau, presso le celebrate Edizioni Le Divan fra il 1933 e il 1934.
Tra il 1962-1968 apparvero tre volumi di lettere stendhaliane, a cura di Victor Del Litto e Henri Martineau, sempre con aggiunte di altre missive ritrovate, nella prestigiosa collezione Bibliothèque de la Pléiade di Gallimard.
In italiano, una breve ma rappresentativa selezione del suo epistolario è uscita nel 2013 con il titolo Alle anime sensibili. Lettere di pensiero e desiderio, a cura di Lorenzo Flabbi per L'Orma editore.
Col titolo Correspondance générale, sei volumi furono pubblicati tra il 1997 e il 1999 dall'editore Honoré Champion. I volumi di questa monumentale edizione sono usciti in italiano tra il 2016 e il 2020, titolati Il laboratorio di sé. Corrispondenza dal 1800 al 1842, tradotti, curati e annotati da Vito Sorbello in 8 tomi per Nino Aragno Editore.

### Diari
Il Journal fu pubblicato in cinque tomi nel 1888; l'editore Le Divan lo ripubblicò nel 1937.

## Tributi
Dal 1983 al 2009 le Ferrovie dello Stato hanno denominato l'Espresso/Eurocity/Euronight Venezia Santa Lucia/Milano Centrale - Paris Gare de Lyon/Paris Bercy "Stendhal".